# Gänseblümchen
Das Gänseblümchen (Bellis perennis), auch Ausdauerndes Gänseblümchen, Mehrjähriges Gänseblümchen, Maßliebchen, Tausendschön, Monatsröserl oder schweizerisch Margritli („Kleine Margerite“) genannt, ist eine Pflanzenart innerhalb der Familie der Korbblütler (Asteraceae). Da es auf fast jeder Wiesenfläche wächst, zählt es zu den bekanntesten Pflanzenarten Mitteleuropas.

## Beschreibung

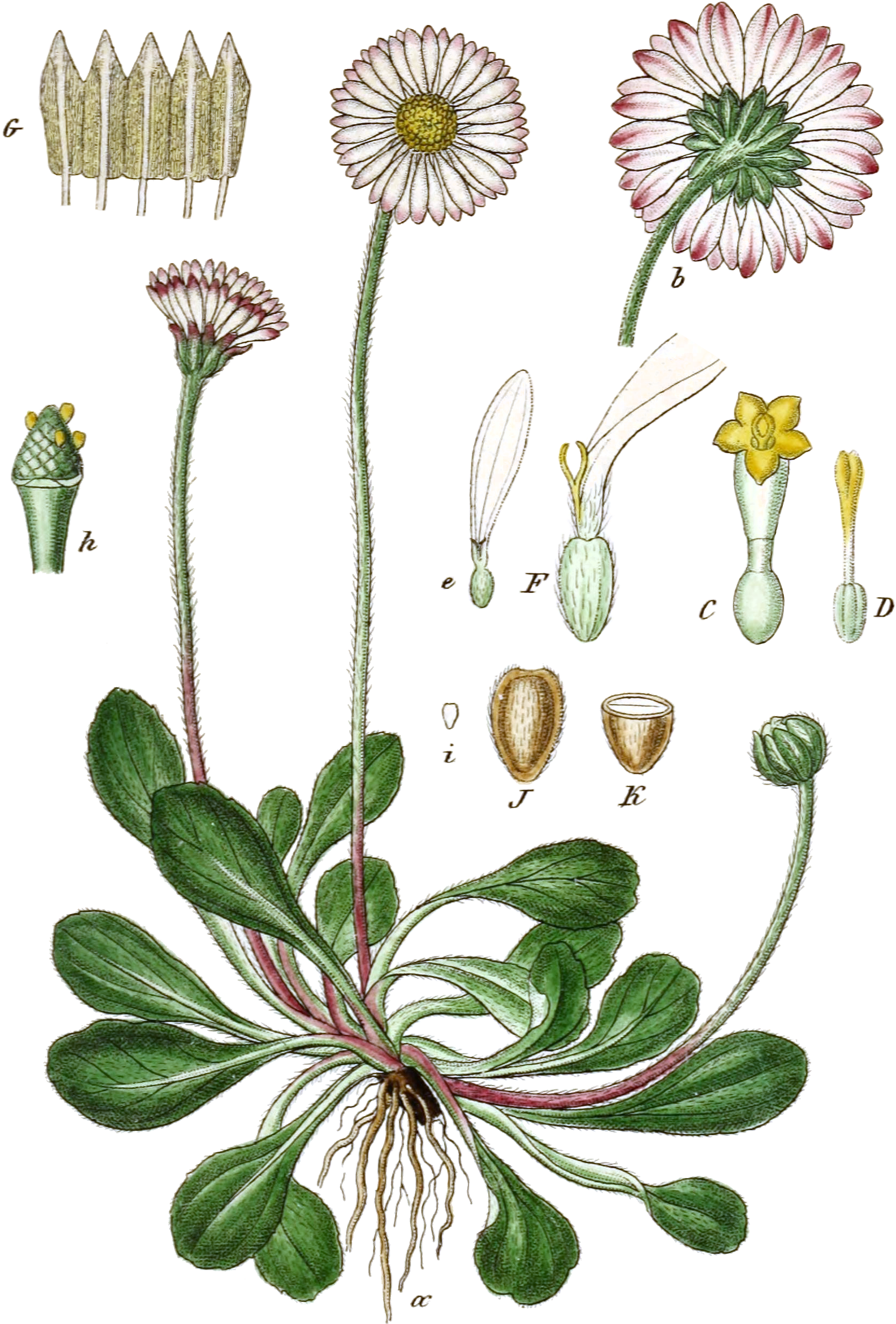
Illustration von Jacob Sturm

### Erscheinungsbild und Blatt
Das Gänseblümchen ist eine ausdauernde, krautige Pflanze, die Wuchshöhen von meist 4 bis 15 (2 bis 20) Zentimetern erreicht. Am kurzen, aufrechten Rhizom befinden sich faserige Wurzeln.
Die in einer dichten Blattrosette zusammen stehenden Laubblätter sind in Blattstiel und Blattspreite gegliedert. Der geflügelte Blattstiel ist mindestens so lang wie die Blattspreite. Die einfache Blattspreite besitzt nur einen Mittelnerv, ist spatelförmig bis verkehrt-eiförmig, 6 bis 40 Millimeter lang und 4 bis 20 Millimeter breit.

### Blütenstand und Blüte
Jede Blattrosette bringt von (Januar) März bis November ununterbrochen aufsteigende bis aufrechte, behaarte, blattlose, meist 5 bis 15 (3 bis 20) Zentimeter lange Blütenstandsschäfte mit einzeln stehenden, durchschnittlich 16 (10 bis 30) Millimeter breiten Blütenkörbchen hervor.
Der körbchenförmige Blütenstand enthält Hüllblätter, die einen bewimperten Rand besitzen. Die mehr als hundert Blüten sind – wie für Korbblütler typisch – auf der verbreiterten Sprossachse, dem so genannten Blütenstandsboden angeordnet. Dieser ist beim Gänseblümchen kegelförmig und hohl. Randständig sind die weißen, zygomorphen, weiblichen, 4 bis 8 (bis 11) mm langen Zungenblüten in zwei Reihen angeordnet. Im Zentrum des Blütenkörbchens stehen zwischen 75 und 125 gelbe, zwittrige und trichterförmige radiärsymmetrische, 1,5 mm lange Röhrenblüten. Zwei Fruchtblätter sind zu einem unterständigen, einfächrigen Fruchtknoten verwachsen.
Von verschiedenen Autoren sind umfangreiche Zählungen der Hüllblätter und der Zungenblüten eines einzelnen Blütenkopfs vorgenommen worden. Die Zahl der Hüllblätter ist meist 13 bei einer geringen Variationsbreite. Die Zahl der Zungenblüten variiert viel stärker, hat aber einen Hauptgipfel bei 34 und Nebengipfel bei 42 oder 39. Bei italienischen Rassen kommt aber auch 55 besonders häufig vor.
Wie auch bei anderen Korbblütlern treten besonders Zahlen aus der Fibonacci-Folge auf: 13, 21, 34, 55.

### Frucht
Die Früchte sind nicht wie jene vieler Arten der Korbblütengewächse mit einem Pappus ausgestattet. Bei den 1 bis 2 mm langen Achänen handelt es sich um gekrönte Schließfrüchte, bei der Frucht- und Samenschale miteinander verwachsen sind. Die Samen sind endospermlos.

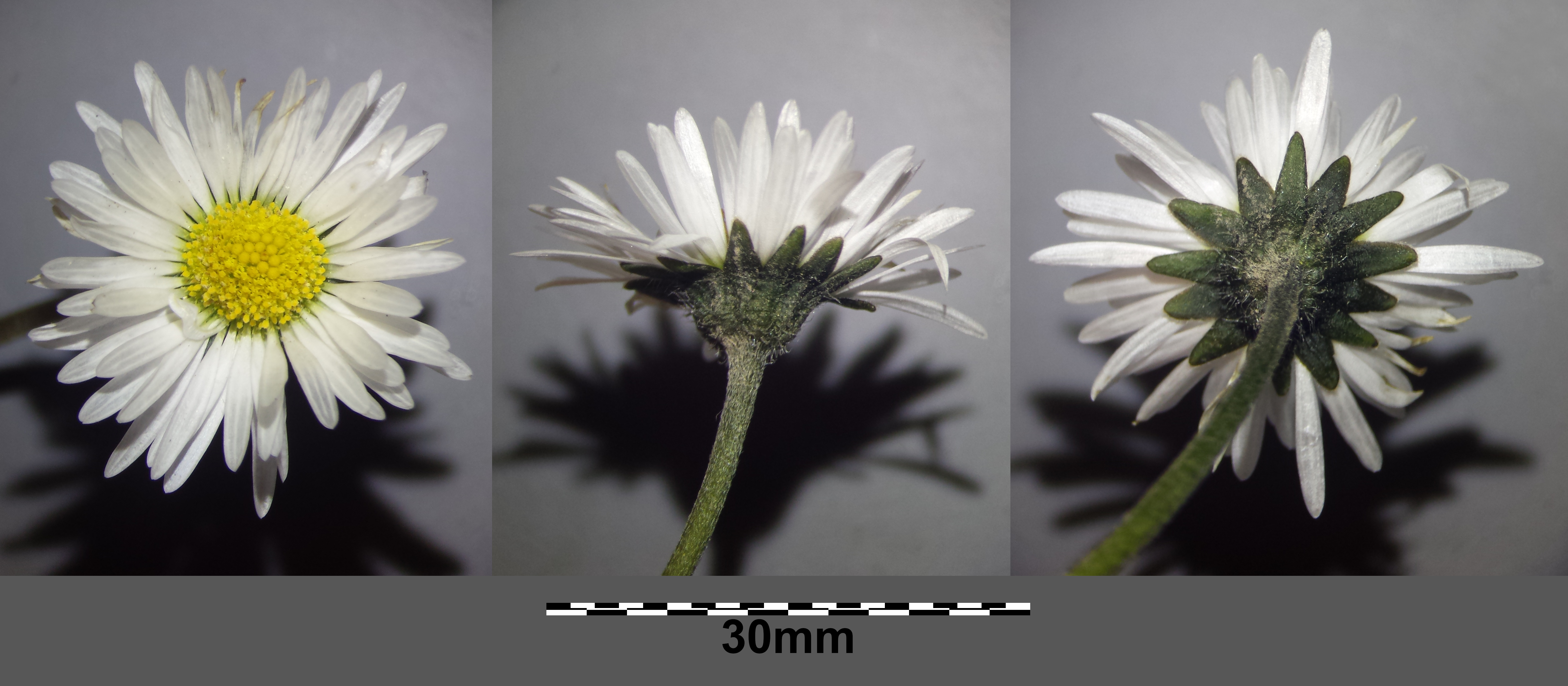
Verschiedene Ansichten eines Blütenkörbchens
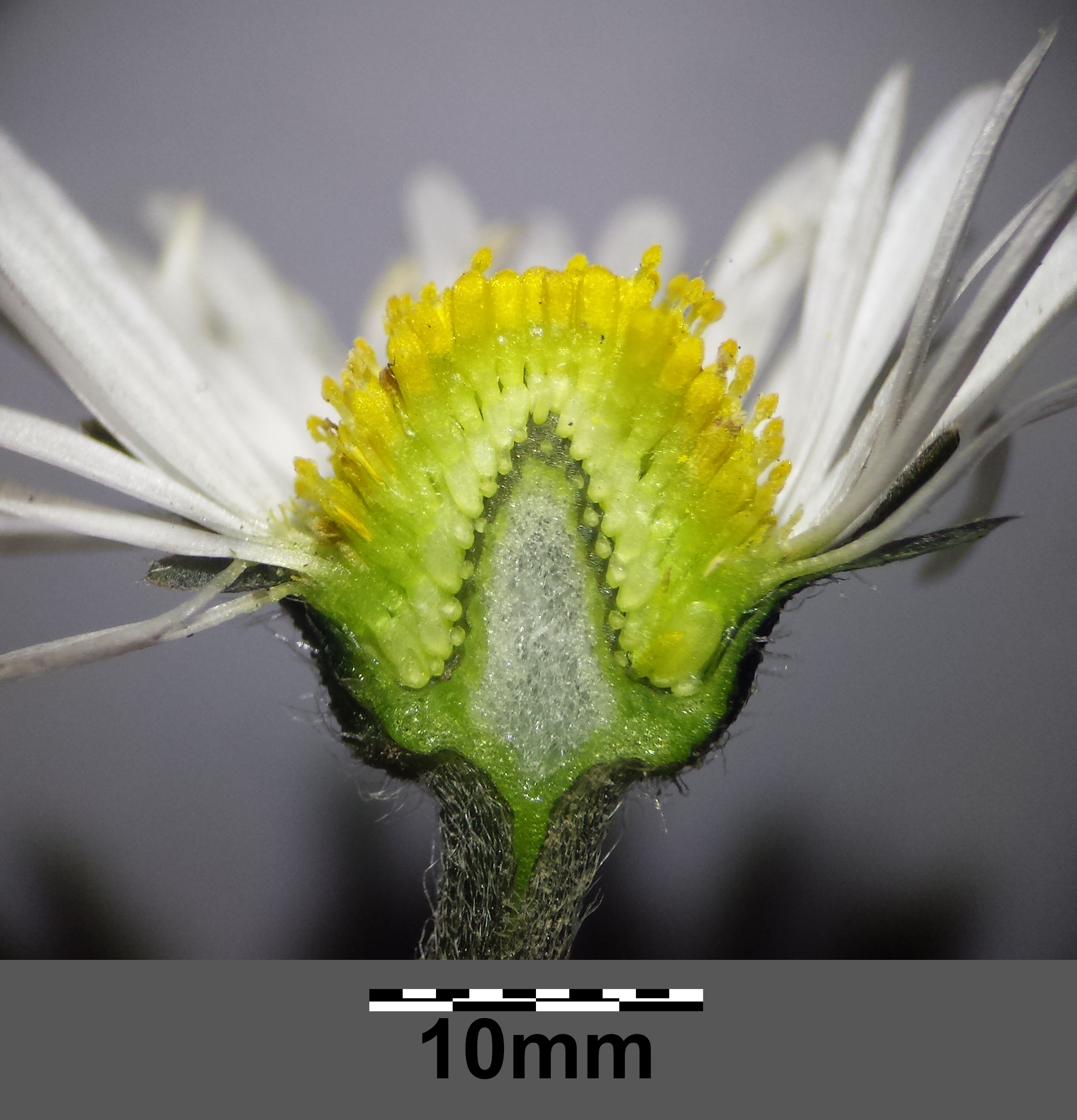
Querschnitt durch ein Blütenkörbchen
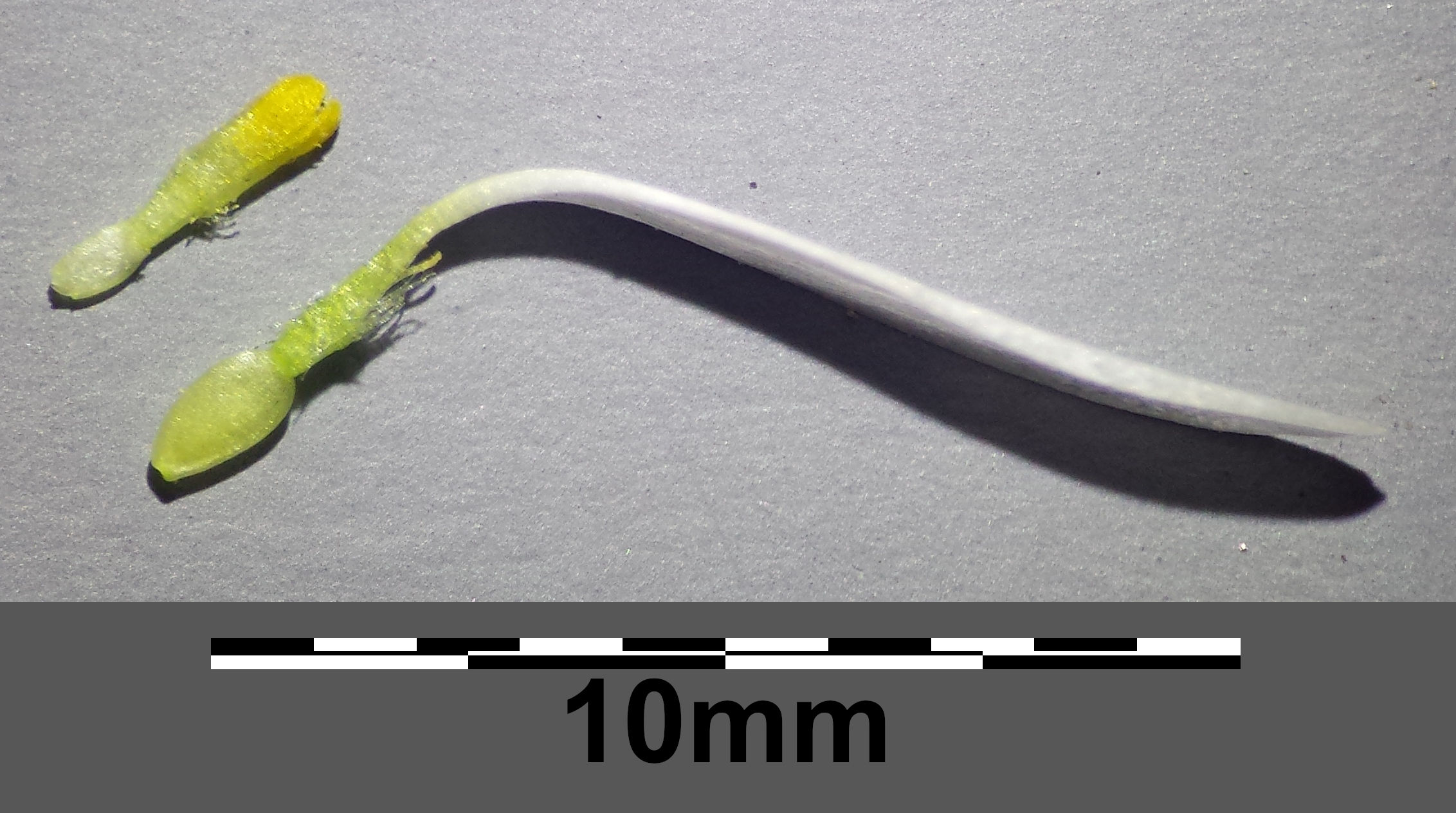
Isolierte Röhren- und Zungenblüte
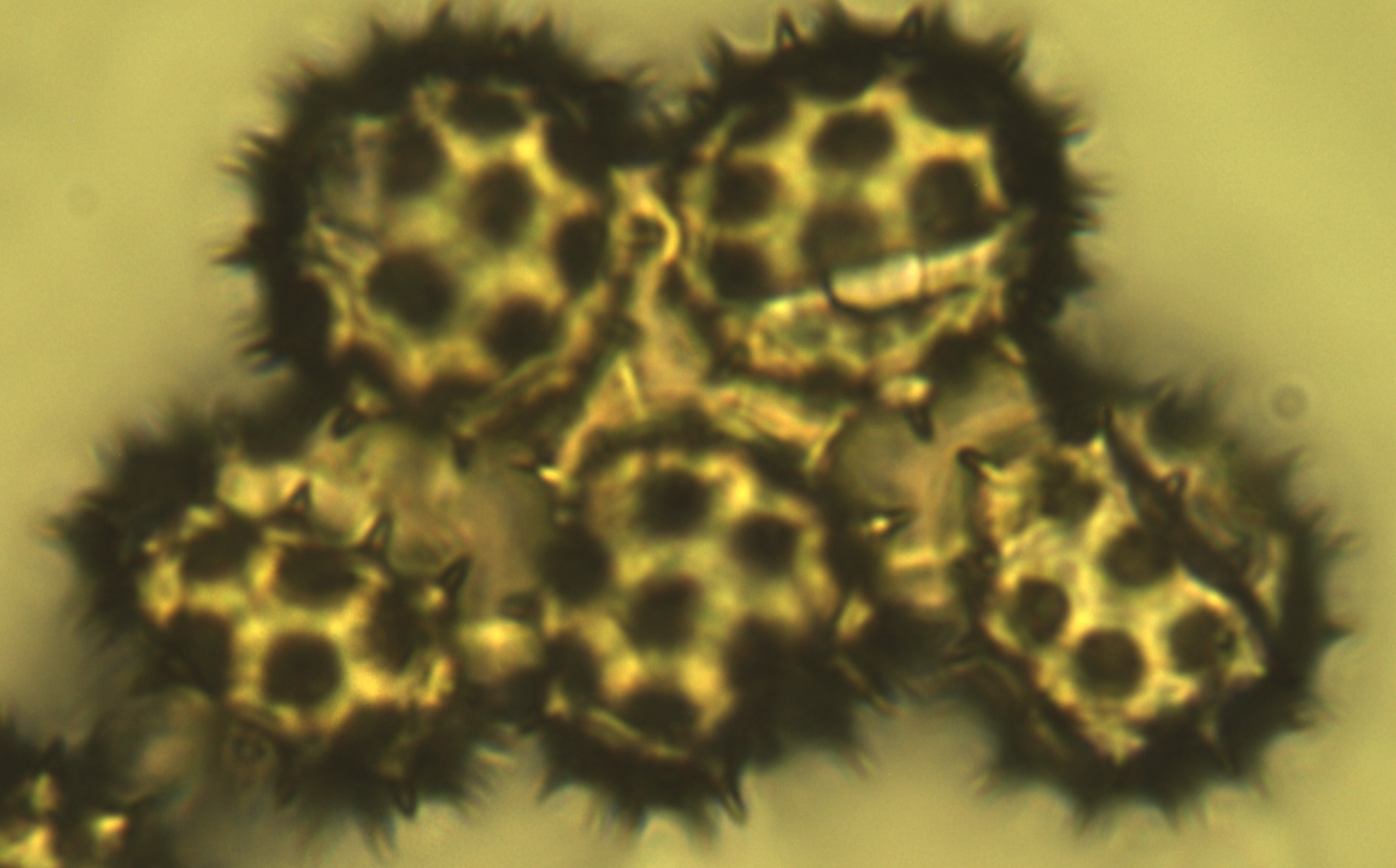
Pollenkörner (400×)
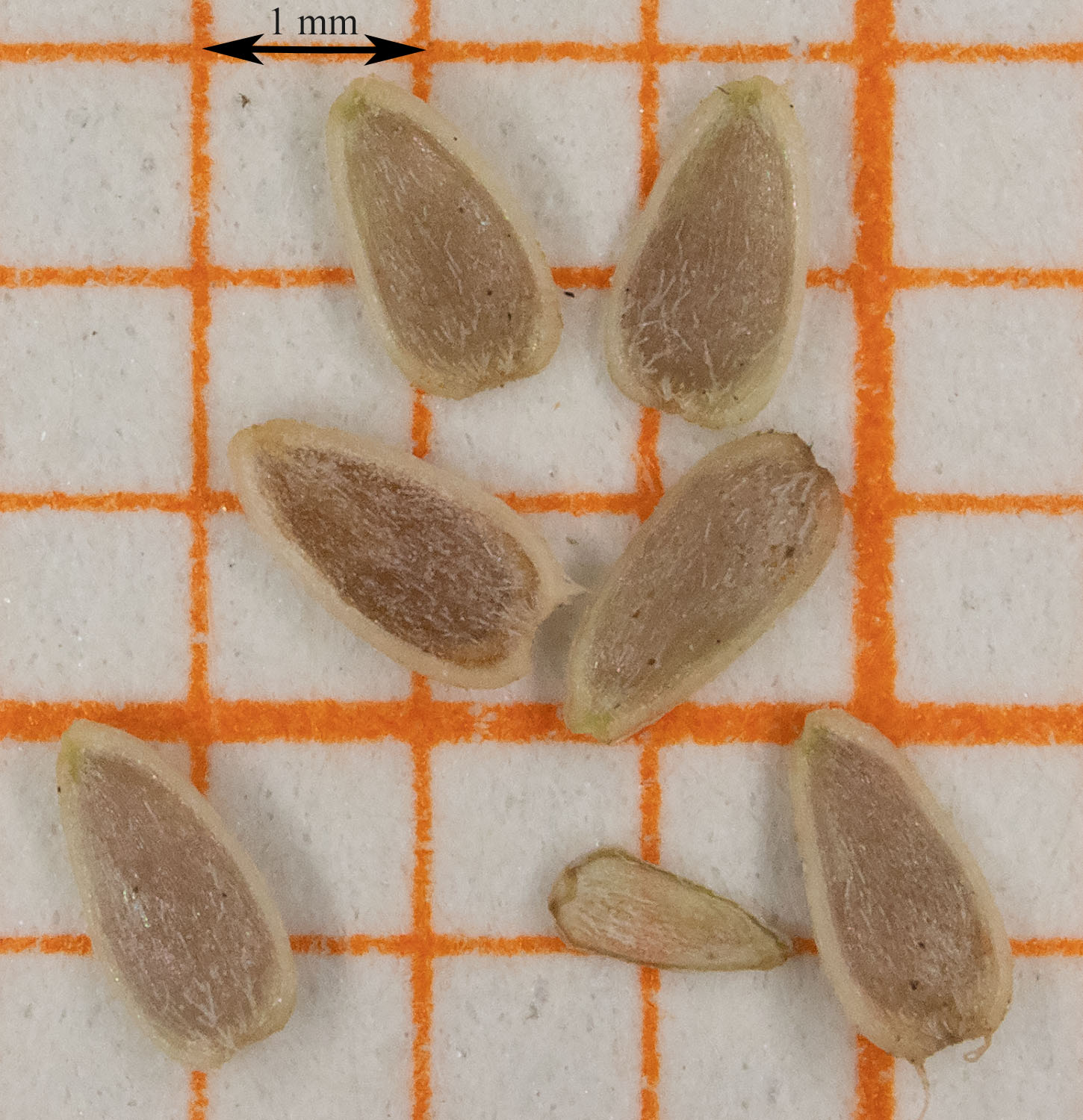
Früchte

### Chromosomensatz
Die Chromosomenzahl beträgt 2n = 18. Auch die Gartenformen mit gefüllten Blütenköpfen haben dieselbe Chromosomenzahl.

## Weitere Illustrationen

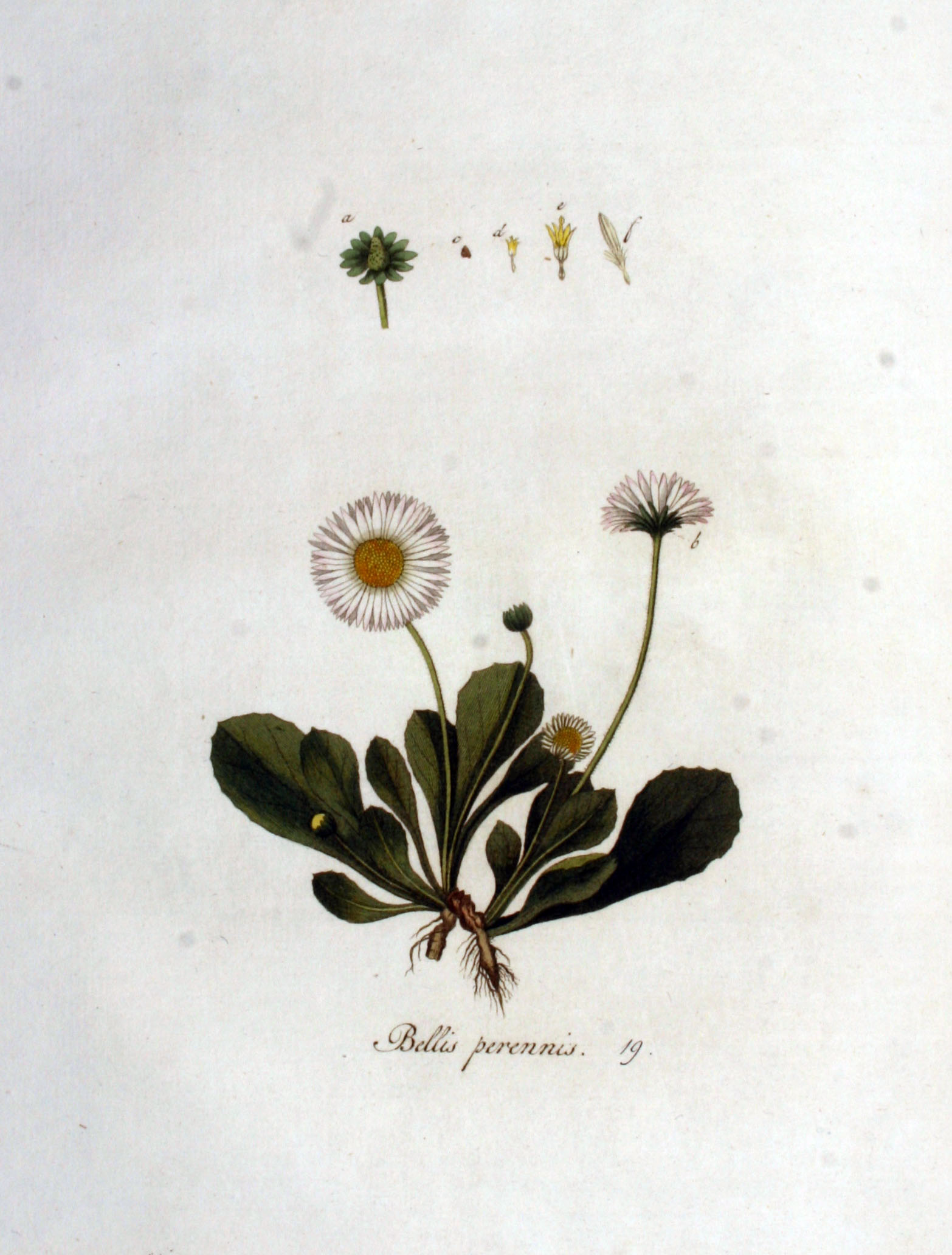
Illustration aus der Flora Batava
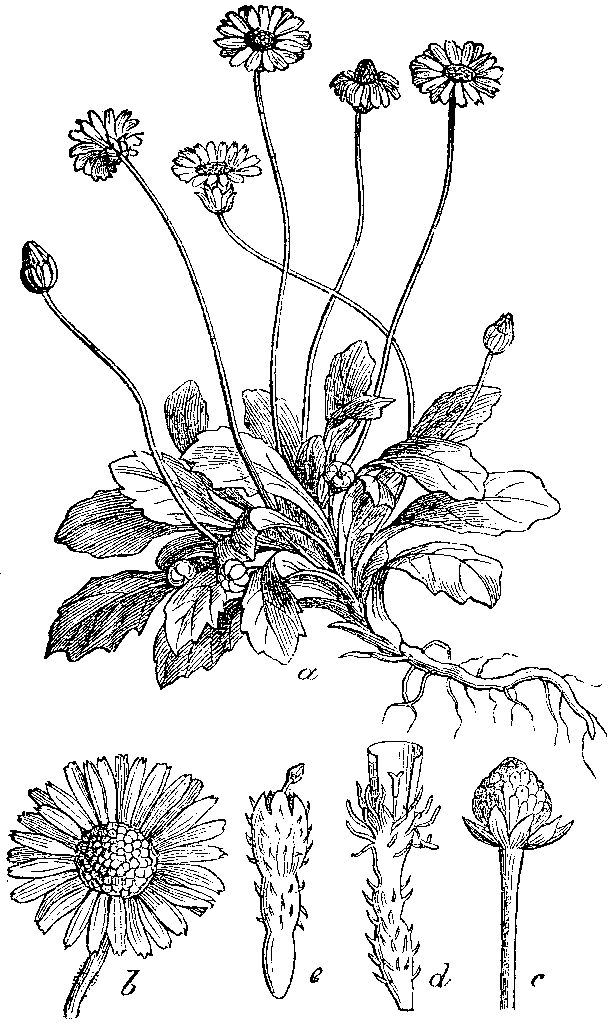
Illustration von Martin Cilenšek
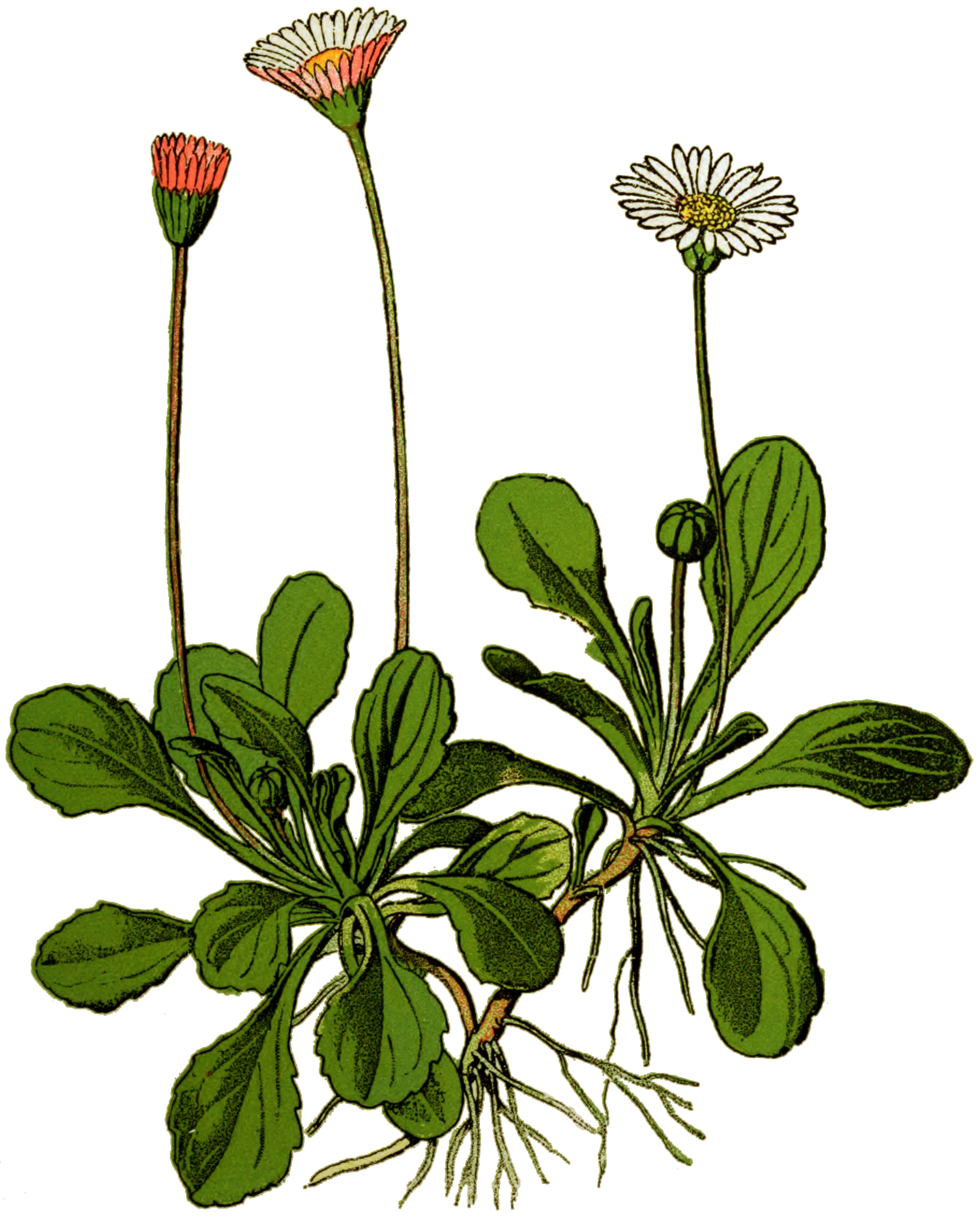
Illustration aus Wayside and woodland blossoms
Illustration aus Fitton's Conversations on Botany
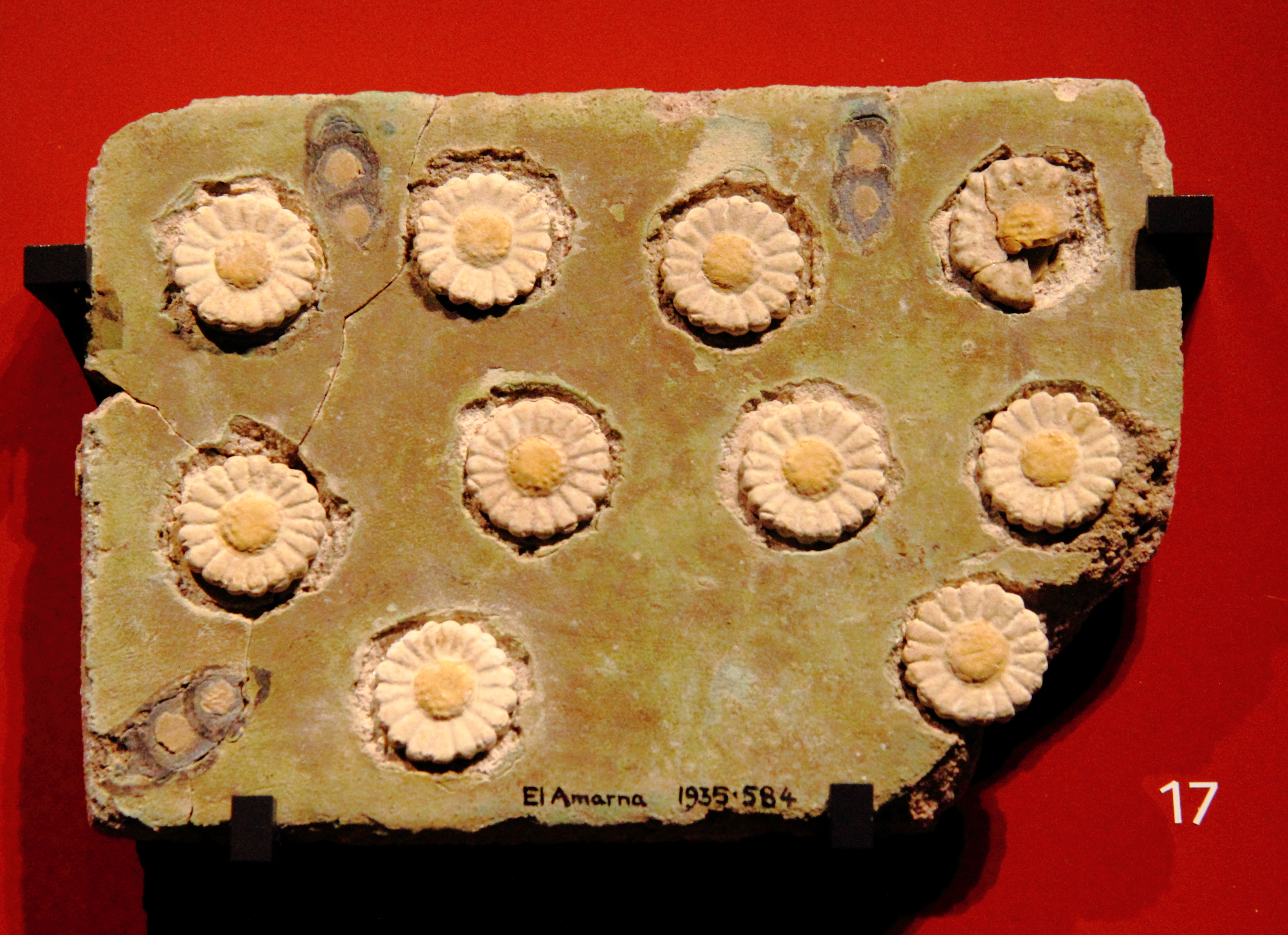
Altägyptische Wandfliese mit eingelegten Darstellungen von Gänseblümchen-Blüten (13./14. Jhdt. v. Chr.)

## Ökologie
Was für einen Laien wie eine einzige Blüte aussieht, ist tatsächlich eine Scheinblüte (Pseudanthium). Das Blütenkörbchen richtet sich aufgrund des Heliotropismus immer nach der Sonne und schließt sich abends sowie bei schlechtem Wetter. Die Blütenkörbchen von Bellis perennis, welche von Februar bis in den November hinein aufblühen, werden von Bienen, Hummeln, Schwebfliegen und vor allem Fliegen besucht. Zum Teil findet bei diesen Blütenbesuchen Fremdbestäubung statt. Auch verhilft dies zu einer Form der Selbstbestäubung, der sogenannten Geitonogamie, d. h., die einzelnen Blüten innerhalb eines Blütenköpfchens bestäuben sich gegenseitig. Die Selbstbestäubung innerhalb einer Einzelblüte (Autogamie) ist fraglich, jedoch nicht gänzlich ausgeschlossen. Die Blüten sind, wie für Korbblütler typisch, vormännlich, das heißt, die Staubblätter sondern reife Pollen ab, wenn die in der Blüte befindlichen Fruchtblätter noch nicht bereit für eine Bestäubung sind. Bei bestäubten Blüten entwickelt sich aus dem Fruchtknoten ein Nüsschen, die sogenannte Achäne. Das Gänseblümchen nutzt eine Reihe sehr unterschiedlicher Strategien zur Ausbreitung dieser Achänen.
Typisch für Gänseblümchen ist die Verbreitung der Achänen durch den Regen.  Dadurch werden die Achänen im Umkreis der Mutterpflanze von ihr weggeschleudert. Eine andere Ausbreitungsform findet durch den Wind statt (Anemochorie). Die elastischen und etwas verlängerten Stängel werden durch Windböen bewegt und die kleinen Achänen ausgestreut. Die Achänen werden aber auch durch Tiere verbreitet (Zoochorie), vor allem durch Regenwürmer, Schafe und Rinder. Schließlich hilft sogar der Mensch bei der Ausbreitung (Anthropochorie). Das Gänseblümchen vermehrt sich generativ durch Samen (Achänen) und vegetativ.
Das Gänseblümchen wird von den Rostpilzen Puccinia obscura mit Spermogonien und Aecidien und von Puccinia lagenophorae mit Aecidien und Telien befallen.

## Vorkommen
Aus der Gattung Bellis kommt lediglich Bellis perennis außerhalb des Mittelmeerraums auch in Mittel- und Nordeuropa vor. Bellis perennis wird in Mitteleuropa als ein Archäophyt betrachtet, der durch Schaffung von weiträumigen Wiesen und Weiden in vorgeschichtlicher Zeit zu einer weiten Ausbreitung nach Norden kam. Zum so häufigen Auftreten dieser Pflanze kam es jedoch erst mit der Einführung von Rasenflächen in Gärten und Parks. Durch den Menschen wurde diese Art später auch in Nord- und Südamerika längs der pazifischen Küste, auf Madeira und Neuseeland angesiedelt. Sie ist darüber hinaus auch ein Neophyt in Sichuan, Australien, auf Hawaii und den Azoren. Häufig ist die Ausbreitung nicht gezielt erfolgt, sondern durch eine Verunreinigung von Grassamen durch die Samen des Gänseblümchens – fachsprachlich wird diese Ausbreitungsform auch als Speirochorie bezeichnet.
In den Allgäuer Alpen steigt es im Tiroler Teil auf der Wildmahdalpe bis in eine Höhenlage von 2040 Meter auf. Im Wallis steigt es am Großen St. Bernhard sogar bis zu 2451 Metern Meereshöhe auf. Das Gänseblümchen kommt mit Temperaturen bis −15° C zurecht.
Bevorzugte Standorte sind Weiden, Parkrasen und Gärten auf nährstoffreichem Untergrund, bewachsene Bahndämme; ein regelmäßiger Schnitt ist erforderlich, da die Gräser und Wildblumen sonst die niedrig wachsenden Gänseblümchen überwuchern. Da Bellis perennis eine Speicherpflanze ist, überlebt sie den Winter im Schnee. Auf landwirtschaftlich genutzten Wiesen ist sie auch Zeiger für verdichtete Böden und übernutzte Wiesen und Weiden.
Zeigerwerte nach Ellenberg
| Faktor               | Wert | Skala | Benennung/Erläuterung            |
| -------------------- | ---- | ----- | -------------------------------- |
| Lichtzahl            | 8    | 1–9   | Lichtpflanze                     |
| Temperaturzahl       | 5    | 1–9   | Mäßigwärmezeiger                 |
| Kontinentalitätszahl | 2    | 1–9   | ozeanisch                        |
| Feuchtezahl          | X    | 1–12  | indifferent                      |
| Reaktionszahl        | X    | 1–9   | indifferent                      |
| Stickstoffzahl       | 5    | 1–9   | mäßig stickstoffreiche Standorte |
| Lebensform           | H    | -     | Hemikryptophyt                   |

Die ökologischen Zeigerwerte nach Landolt et al. 2010 sind in der Schweiz: Feuchtezahl F = 3 (mäßig feucht), Lichtzahl L = 4 (hell), Reaktionszahl R = 4 (neutral bis basisch), Temperaturzahl T = 3+ (unter-montan und ober-kollin), Nährstoffzahl N = 3 (mäßig nährstoffarm bis mäßig nährstoffreich), Kontinentalitätszahl K = 3 (subozeanisch bis subkontinental), Salztoleranz 1 = tolerant.

## Unterscheidung von verwandten Arten
Bellis perennis unterscheidet sich von Bellis sylvestris durch Blätter, die plötzlich in den Stiel zusammengezogen sind. Die Hüllblätter sind stumpf und 4 bis 5 (-6) Millimeter lang. Die Blütenköpfchen sind 1,5 bis 3 Zentimeter breit. Bei Bellis sylvestris, dessen Hauptblütezeit im Herbst liegt, sind die Blätter allmählich in den Stiel verschmälert, die Hüllblätter sind (6) 7 bis 10 Millimeter lang und etwas spitz und die Blütenköpfchen sind 3 bis 4 Zentimeter breit. Die Stängel sind auch meist höher und die deutlich dreinervigen Blätter sind länger als bei Bellis perennis.

## Taxonomie
Der wissenschaftliche Name Bellis perennis wurde 1753 von Carl von Linné in Species Plantarum erstveröffentlicht. Bellis (lateinisch) bedeutet schön, hübsch, perennis (lat.) ausdauernd, mehrjährig.

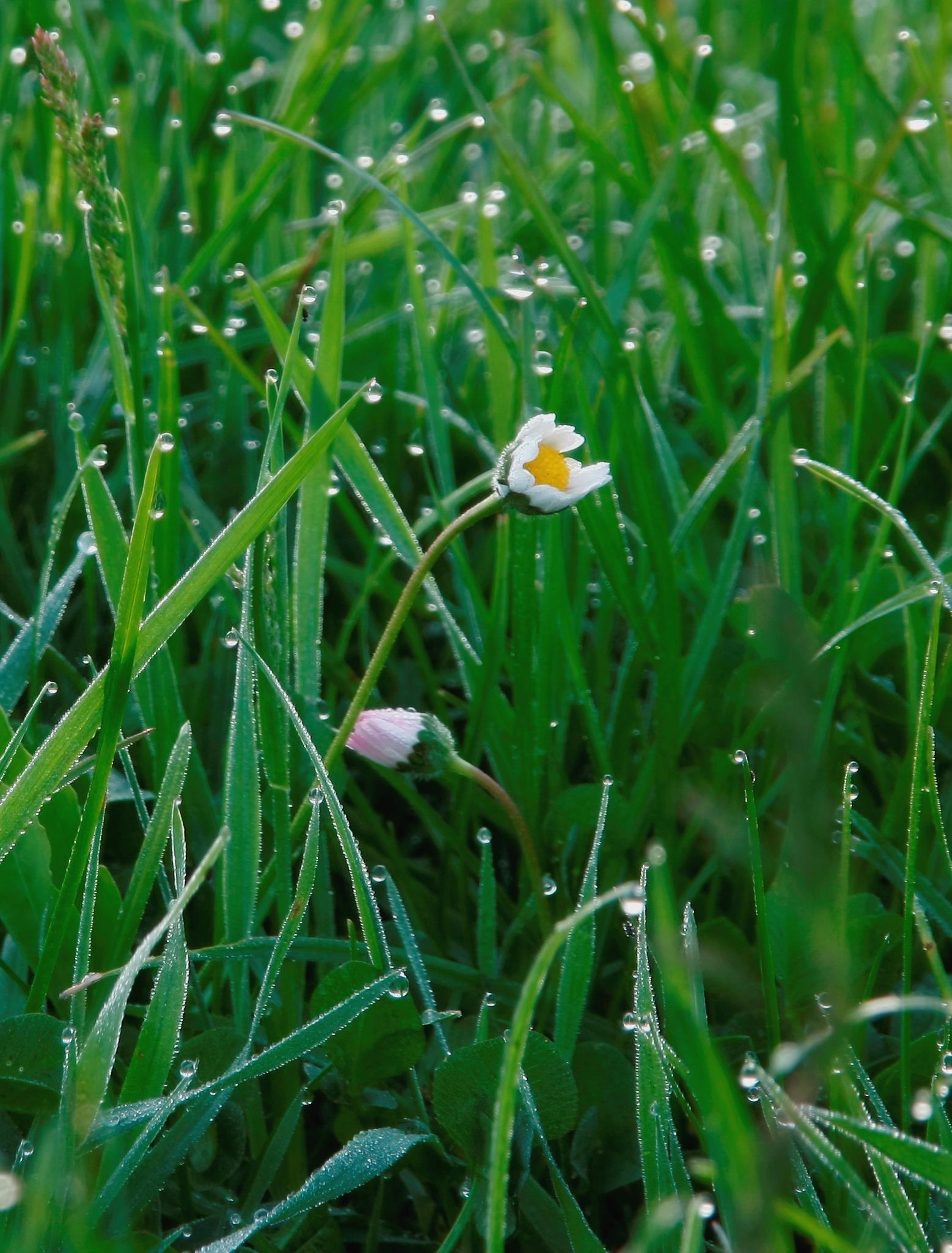
Gänseblümchen auf einer Wiese mit Morgentau
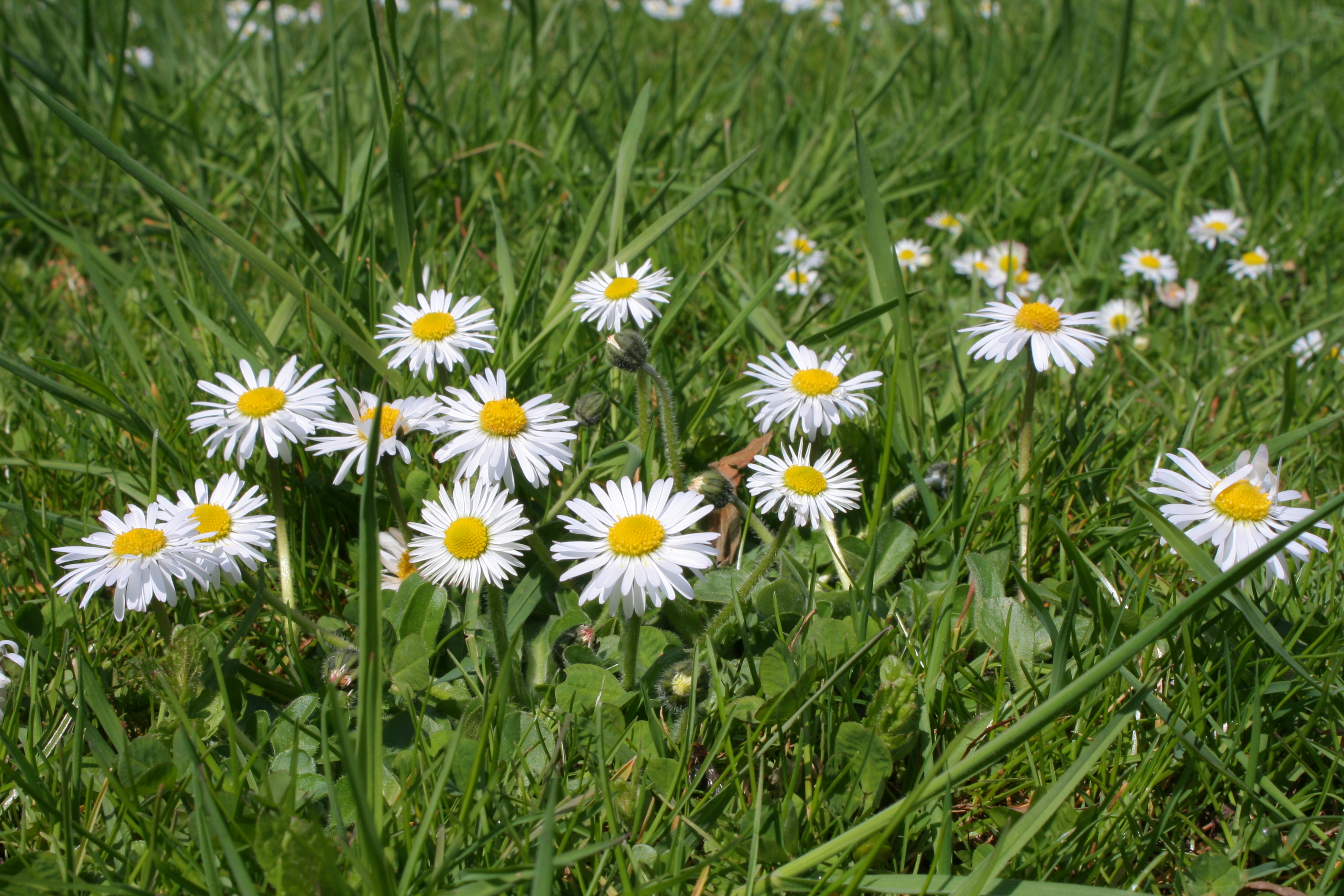
Bestand
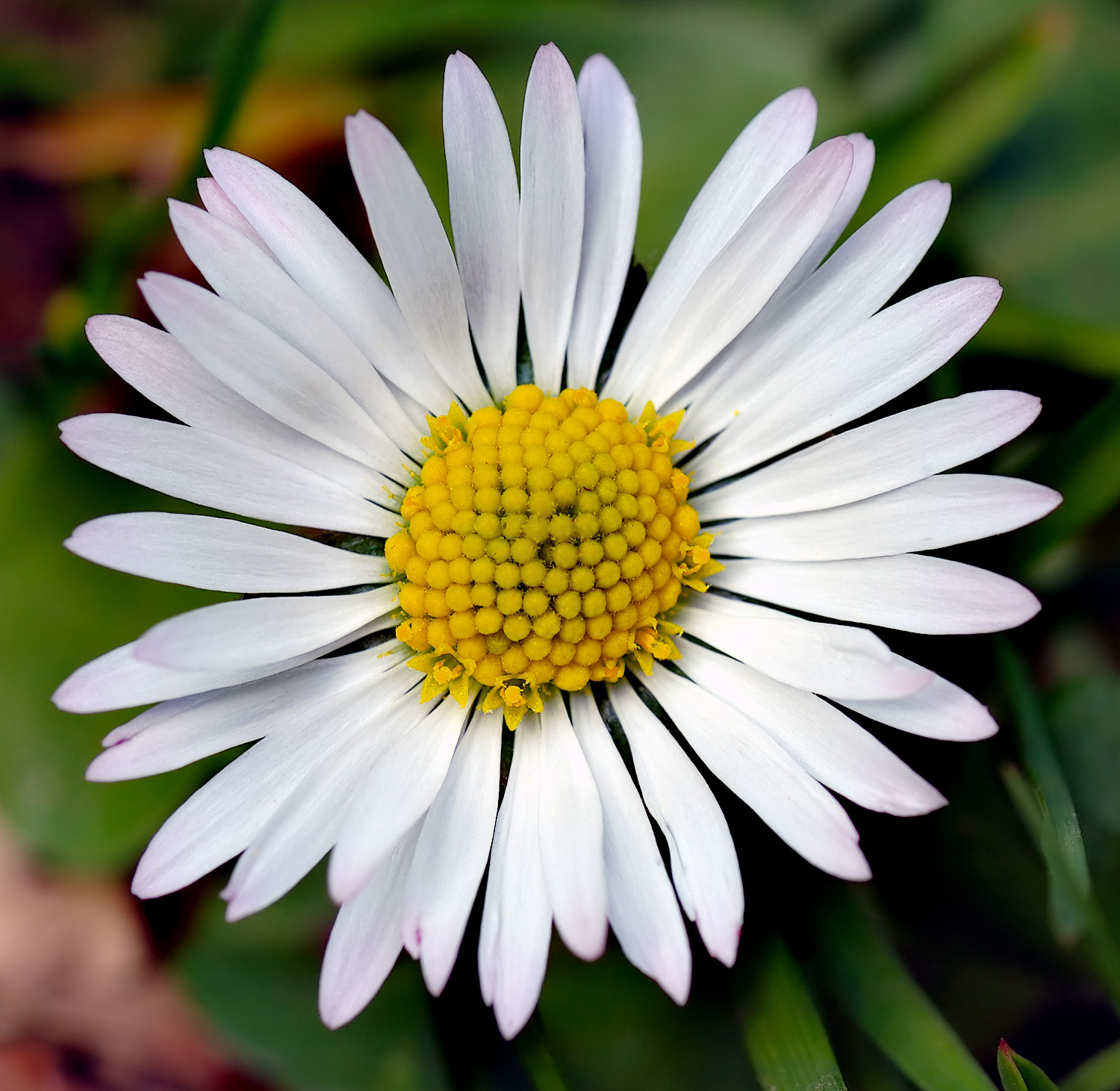
Detailaufnahme eines Blütenstandes
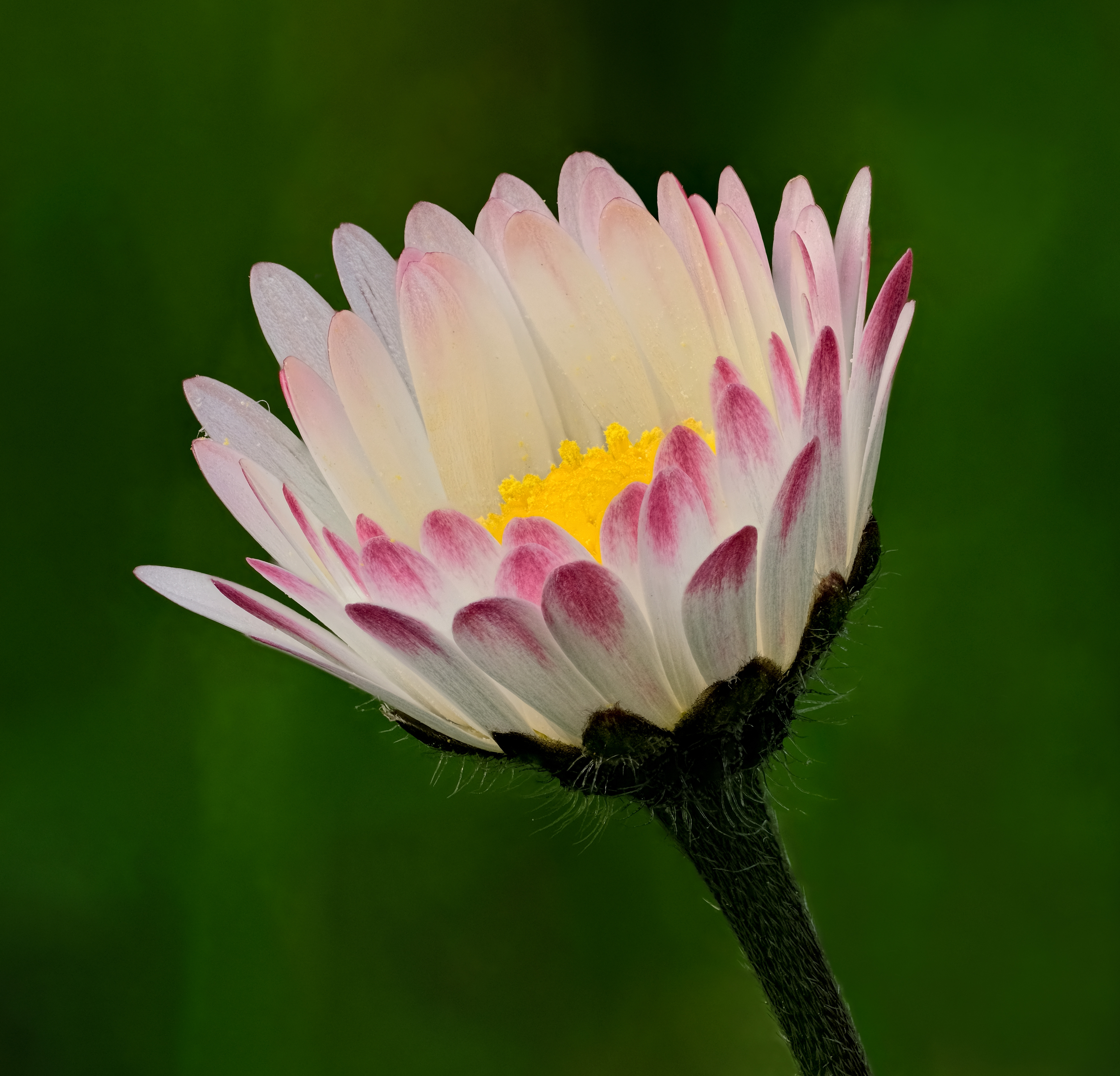
Halbgeschlossene Blüte, Kronblätter mit rötlichen Spitzen
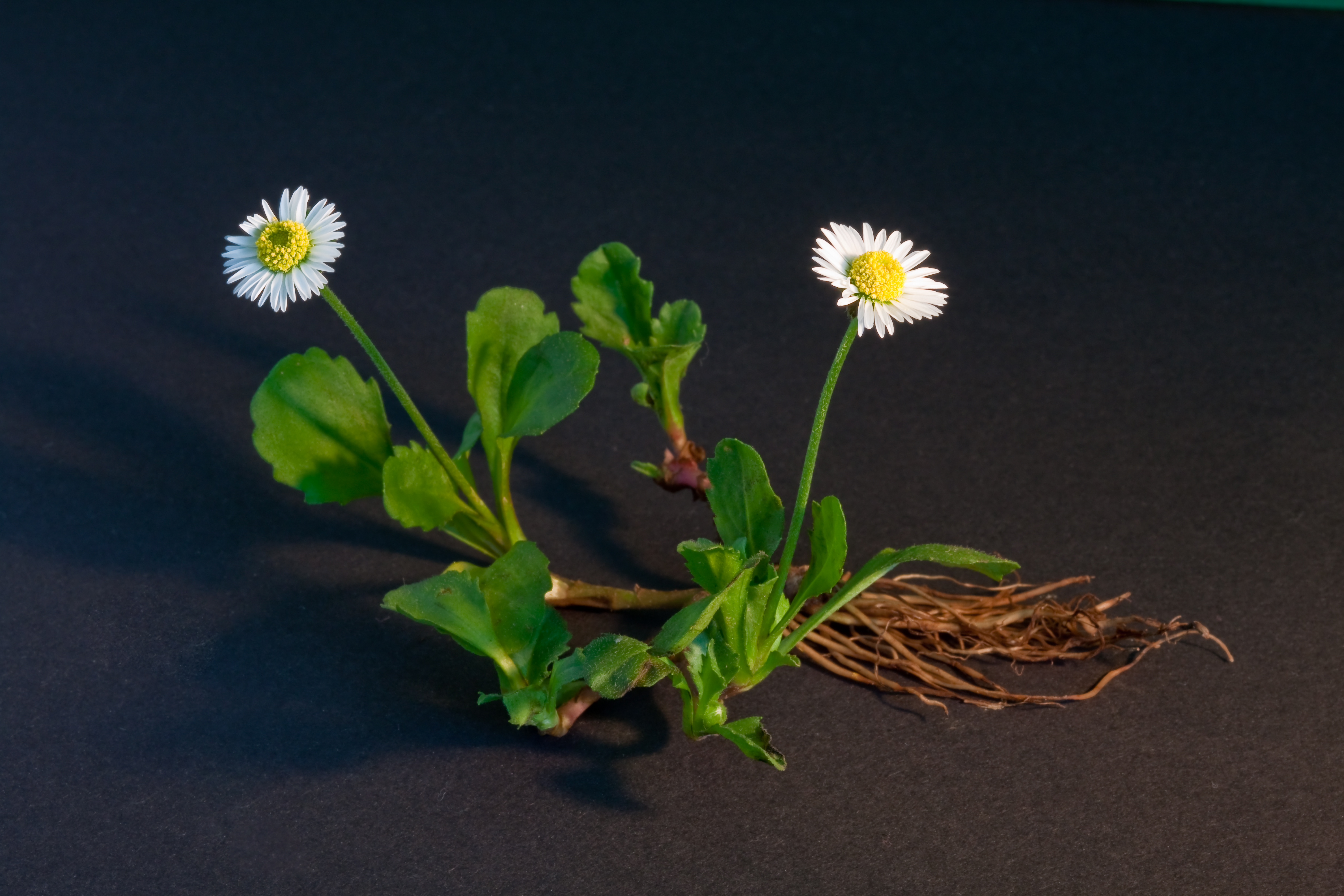
Habitus mit Wurzeln

## Gänseblümchen und Menschen

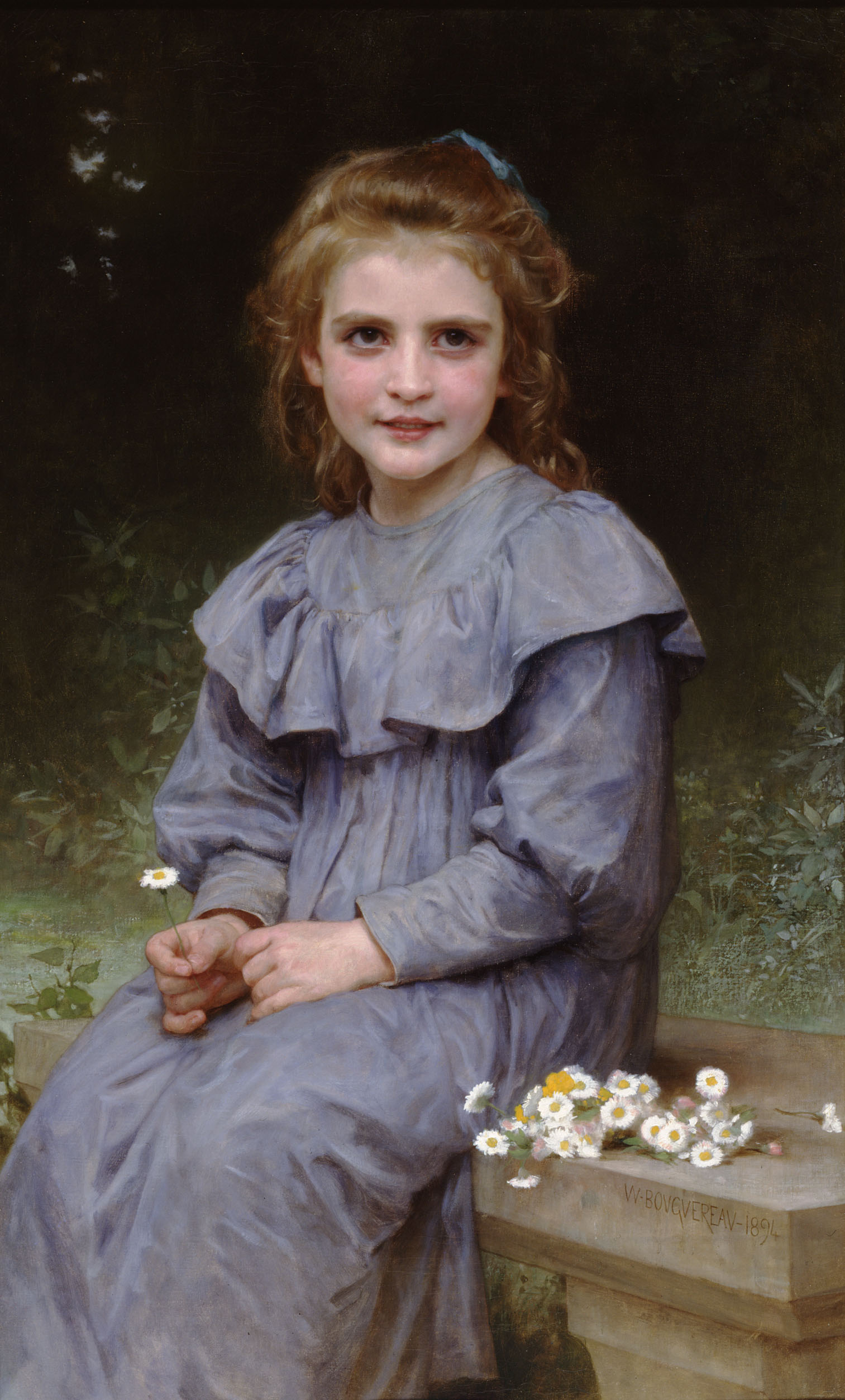
Gemälde von William Adolphe Bouguereau

### Trivialnamen
Diese weit verbreitete Pflanzenart trägt eine Reihe von volkstümlichen Namen, die regional sehr unterschiedlich sein können. Typisch sind Angerbleamerl, Augenblümchen, Himmelsblume, Maiblume, Marienblümchen, Maßliebchen, Mondscheinblume, Morgenblume, Osterblume, Regenblume, Sommerröschen, Sonnenblümchen und Tausendschön. In der Schweiz auch: Gisegeisseli, Geissemeieli, Geisseblüemli, Geissenblümchen, Baldurs Auge, Frühblümchen, Müllerblüemli oder Margrittli. Die schweizerische Bezeichnung „Margrittli“ (Diminutiv von „Margerite“) kommt offenkundig daher, dass ein Gänseblümchen wie die verkleinerte Version einer Margerite aussieht. In England heißt das Gänseblümchen „Day’s Eye“, was „Auge des Tages“ bedeutet, oder einfach Daisy.
Die Bezeichnung Maßliebchen ist ab dem 14. Jahrhundert als Maßleben, Maßlieben, Maßlieblin belegt und wahrscheinlich vom mittelniederländischen matelieve ins Deutsche entlehnt.
Darüber hinaus bestehen bzw. bestanden für die Pflanzenart, zum Teil auch nur regional, die weiteren deutschsprachigen Trivialnamen: Angeblümlein (Schlesien, Schwaben), Angerblume (Tübingen), Baumbüllichen, Klein Beinwellen (althochdeutsch), Brinkblome (niederdeutsch), Buntblümlein (Schwaben), Buntblume (Memmingen), Chatzablüemli (Oberrheintal, Untertoggenburg), Dusendschön (Holstein, gefüllte Variante), Fentjeblöme (Ostfriesland), Fenneblome (Ostfriesland), Weiß Frueblümlein (Schlesien), Frühblume (Sachsen), Gänsblümel (Eichstädt), Gänsblümlein (Schlesien bei Lauban, Glogau), Gänsblümchen (Graubünden), Gaisblüemli (St. Gallen am Rhein und bei Werdenberg), Gänseblumme (Rheinhessen), Gänsegisseli (Entlibuch), Gänsegisserli (Entlibuch), Gartebürstli (Luzern, Bern, gefüllte Variante), Gasbluema (St. Gallen bei Werdenberg), Gaseblaume (Göttingen), Geissblüemli (Zürich), Geisgisseli (Aargau), Gichtkraut, Glotzblume (Hessen, gefüllte Variante), Gönsekraut (Göttingen), Grasblume, Herzblümle (Henneberg, gefüllte Variante), Höppesli (Schaffhausen, gefüllte Variante), Johannisblüemli (Graubünden bei Laas), Chäsblüemli (St. Gallen am Oberrhein und bei Werdenberg), Kattenblome (Steding, Delmenhorst), Kirschblümchen, Klawer Blömnik (Helgoland), Konradsblume (Halle, gefüllte Variante), Konrädchen (Hessen, gefüllte Variante), Liebesblümle (Henneberg, gefüllte Variante), Maddelencesblümle (Eifel bei Daun), Maddeseblümchen (Eifel bei Altenahr), Madlinblee, Mädchensblume (Eifel bei Dreis), Märschblom (Altmark), Magdalenenblümchen (Eifel bei Daun), Magdelief (Hamburg), Magdlieben, Maiblome (Butjadingen, gefüllte Variante), Maijenblome (Bremen), Maisüsschen (Graubünden), Maliescher (Eifel bei Ulmen), Maltevkes (Ostfriesland, gefüllte Variante), Maneablüemli (St. Gallen in Obertoggenburg), Margarethel (Schwaben), Margarethenklomel (Schlesien), Margarithesblume (Eifel bei Gillenfeld und Gerolstein), Margenblaume (Göttingen, Osnabrück), Margritli (Bern), Marjen, Marienblome (Münsterland, Unterweser), Marjenblome (Oldenburg, Osnabrück), Marienblomekens, Marienblömchen (Westfalen, Thüringen, Helgoland), Marienblümlein (Schwaben), Marienblume (Ostpreußen, Pommern, Hamburg), Marienblümel (Schlesien), Marienkrönchen, Markblomen (Schleswig-Holstein), Marlblom (Mecklenburg, Schleswig-Holstein), Marlevkes (Ostfriesland, gefüllte Variante), Massblümlein, Masslibigen, Masslieben, Masslieblein, Massüsselen (Speyer), Matzelieschen (Nürburg, Eifel), Meargenbläumchen (Grafschaft Mark), Merginblum (mittelhochdeutsch), Miärgenblaume (Halingen), Mojleefkis (Ostfriesland), Monale (Tirol), Monatbleaml (Salzburg), Monatblüemli (Glarus, St. Gallen, Graubünden, gefüllte Variante), Monatblümlein (Augsburg), Monatblum (gefüllte Variante), Monaterle (Augsburg), Monatlen (Tirol bei Brixen), Mosslieb, Mülibliüemli (Glarus), Mülibürstli (Luzern, gefüllte Variante), Mülinblümlin, Müllenblumen, Müliblüemli (St. Gallen, Graubünden), Müllerblüemli (St. Gallen, Graubünden und besonders Zürich; ungefüllte und gefüllte Varianten), Osterblümel (Schlesien), Osterblumen, Palmblumen, Ringelrösslein (Erzgebirge), Rockerl (Steiermark), Ruckerl (Steiermark), Sametblüemli (Luzern, gefüllte Variante), Schweizgerlar (Zillertal), Sommerrösslin (Erzgebirge), Sommerthierlein (Schlesien), Tausendschintscher (Siebenbürgen, gefüllte Variante), Tausendschönchen (Luzern, gefüllte Variante), Wandeleien (Sachsen), Waseblüemli (Luzern), Wisali (St. Gallen bei Sargans), Winterkrönchen, Zeitlösslin (Westrich), Zytlose (Graubünden) und Zytlosenkrut.

### Verwendung als Nahrungspflanze
Das Gänseblümchen wird gelegentlich als Futterpflanze genutzt. Für den Menschen sind Blätter, Knospen und Blüten roh genießbar. Sie können z. B. im Salat verwendet werden. Am besten schmecken die jungen Blättchen aus dem Inneren der Rosette. Auch die Blüten sind essbar. Die Knospen sowie die nur halb geöffneten Blüten schmecken angenehm nussartig, die geöffneten Blüten dagegen leicht bitter, wodurch sie sich vorrangig als Salatbeigabe eignen. Sauer eingelegt werden Knospen manchmal als Kapernersatz verwendet.

### Verwendung als Heilpflanze

Bayogenin, eines der wichtigsten Saponine, das im Gänseblümchen vorkommt.

Die Röhrenblüten enthalten das Saponin Bayogenin,
 ätherische Öle, Bitterstoffe, Gerbstoffe und Schleim. Außerdem wurde in den Blüten, wie bei vielen Asteraceae, das Apigenin-7 Glucosid Cosmosiin nachgewiesen. In neueren Studien konnten für Bellis perennis antimikrobielle und antihyperlipidämische Wirkungen aufgezeigt werden.
Gänseblümchenblüten werden volksheilkundlich als Heilmittel bei Hauterkrankungen, bei schmerzhafter oder ausbleibender Regelblutung, Kopfschmerzen, Schwindelanfällen und Schlaflosigkeit verwendet. Auch zur Hustenlösung wird das Gänseblümchen angewendet, was in erster Linie auf den Gehalt an Saponinen zurückzuführen ist. Eine Wirksamkeit in diesen Anwendungsgebieten ist nicht belegt. Als Teedroge sind die Blüten des Gänseblümchens (Flores Bellidis) gebräuchlich, für die homöopathische Verwendung wird aus der frischen Pflanze eine Urtinktur gewonnen.
Das Gänseblümchen ist die Heilpflanze des Jahres 2017.

### Verwendung als Zierpflanze
Formen des Gänseblümchens werden als Zierpflanzen genutzt. Sie werden ‘Bellis’ oder ‘Tausendschönchen’ genannt. Es gibt Formen mit vollständig oder teilweise gefüllten Blütenkörbchen. Dabei entsteht die Füllung dadurch, dass gegenüber der Wildform mehr als zwei Reihen an Zungenblüten vorhanden sind. Die typischen Blütenfarben sind weiß, rosa und rot.

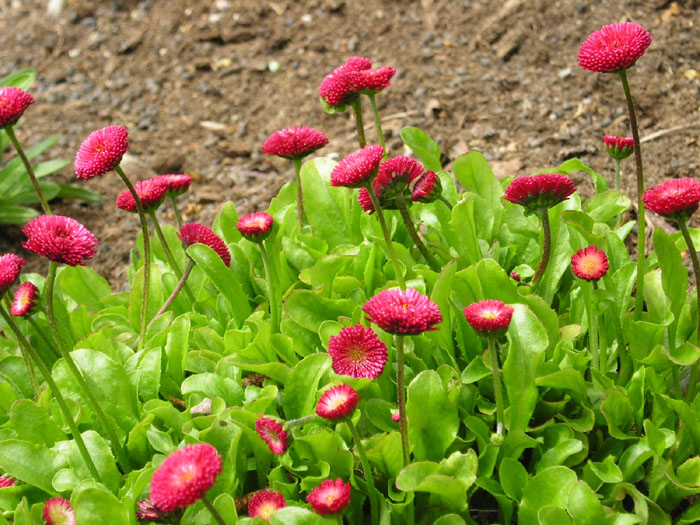
Rotblühende Sorte ‘Rob Roy’
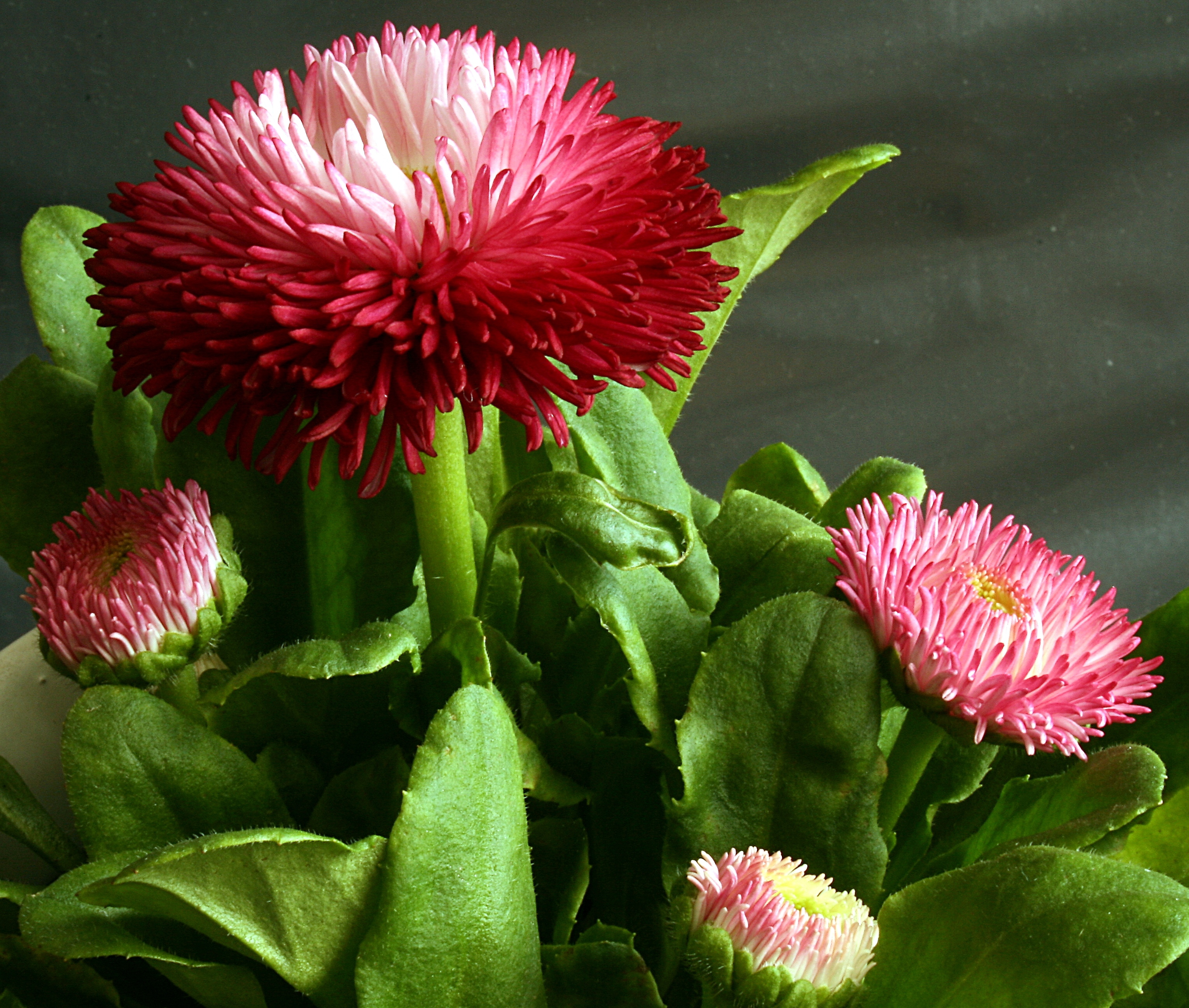
Detailaufnahme der Sorte ‘Rob Roy’
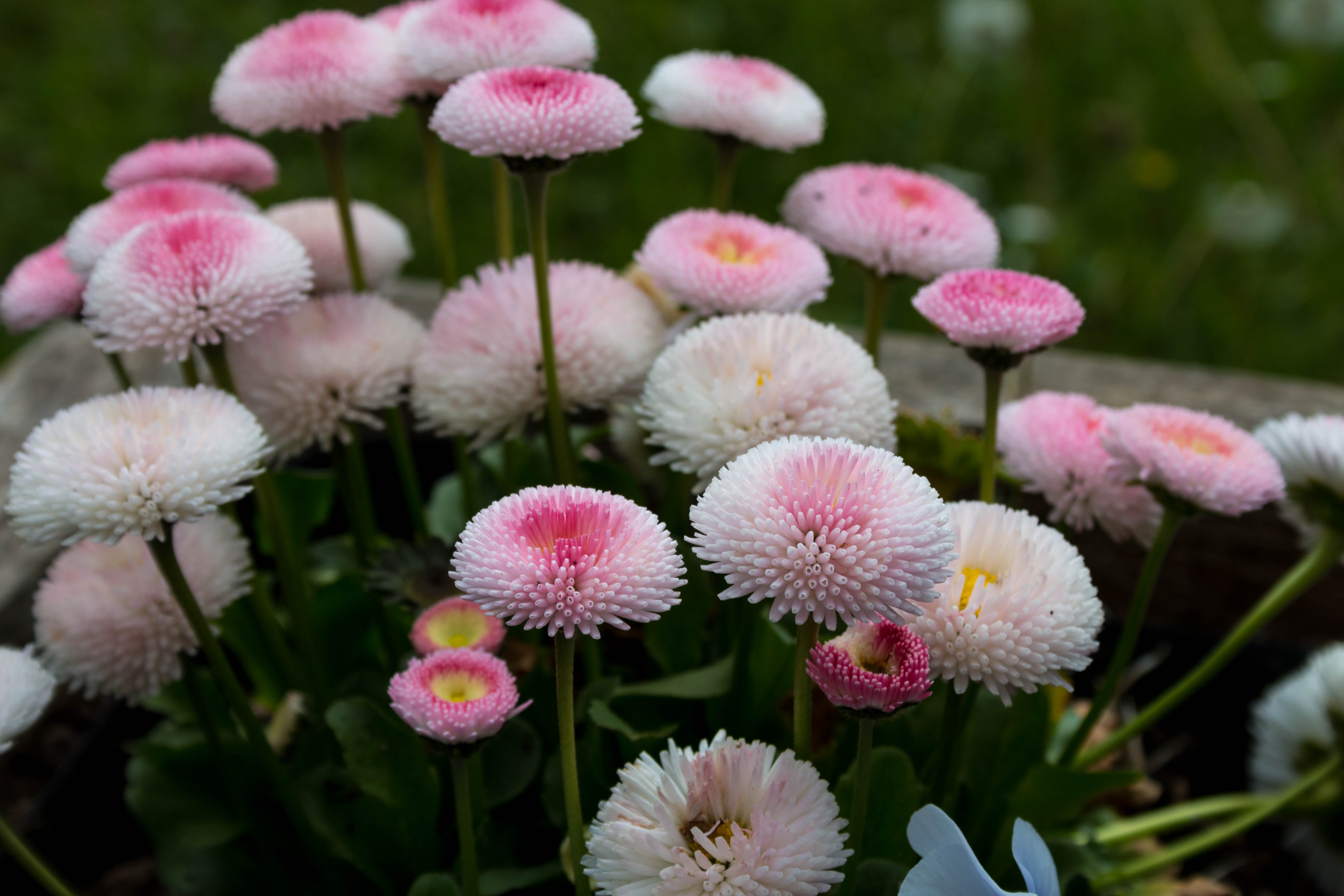
Sorte ‘Erdbeersahne’

### Darstellungen

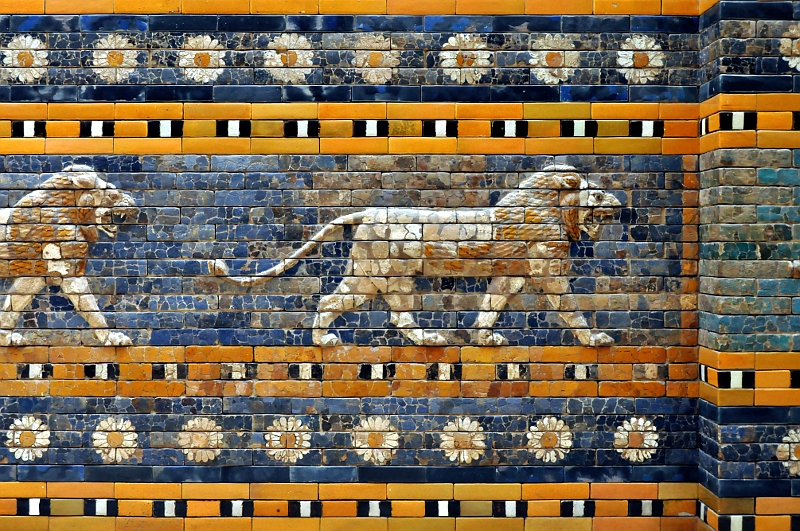
Ischtar-Tor mit Blumenreihen (Pergamonmuseum)

Königsgräber in Ur aus dem dritten Jahrtausend enthielten einen goldenen Kopfschmuck, der mit Gänseblümchen verziert ist. Eine sehr alte 16-blättrige Form des Gänseblümchens findet sich als häufigstes Element am Ischtar-Tor als Zeichen Ištars.
Das Gänseblümchen kam zu ungeahntem Ruhm, als es vom französischen König Ludwig IX. (1214–1270) zusammen mit der Lilie in sein Wappen aufgenommen wurde. Dazu ließ er sich einen Ring mit einem geflochtenen Blütenkranz anfertigen.

### Aberglaube
Das Gänseblümchen ist einer der ersten Frühlingsboten und es heißt, wer die ersten drei Gänseblümchen im Frühjahr esse, werde das restliche Jahr von Zahnschmerzen, Augenbeschwerden und Fieber verschont.
 Und wer getrocknete Gänseblümchen bei sich trüge, die am Johannistag mittags zwischen 12 und 13 Uhr gepflückt wurden, dem ginge keine wichtige Arbeit schief.
Verwendung findet das Gänseblümchen (neben der Margarite) auch als Orakel, indem die einzelnen Blütenblätter einer Blüte verbunden mit alternierenden Abzählreimen (etwa: …liebt mich, liebt mich nicht, liebt mich…) abgezupft werden.

## Geschichte
Plinius der Ältere schrieb im 1. Jahrhundert: „Das Gänseblümchen [lateinisch bellis] wächst auf den Wiesen und hat eine weiße, etwas ins Rötliche gehende Blüte. Mit artemisia aufgelegt, soll es von größerer Wirkung sein.“
In einem Elsässer Manuskript aus dem ersten Viertel des 15. Jahrhunderts wurde das Gänseblümchen „Citelos“ (ansonsten für Colchicum-Arten, insbesondere die Herbstzeitlose, gebraucht) genannt: „Citelos en waſſer von dem krute gebrant getruncken iſt den wunden luten gut vnd heilet dz verſerte gederme vnd machet weich in dem libe.“
Im „Elixir“ des Nikolaus Frauenlob wurde das Gänseblümchen als «Allermaneyd plue» («Allermonats Blüte») bezeichnet. Frauenlob schrieb ihm 11 Tugenden zu:
1. Als Salbe zubereitet gegen schuppige Gesichtshaut.
2. Als Salbe gegen „sprinczel“ [Sommersprossen].
3. Als Absud getrunken gegen Husten, besonders bei Kindern.
4. Mit Ochsengalle als Salbe zubereitet gegen „swarcz makel an dem antlitz“ [Altersflecken?].
5. Der Absud vom Kraut getrunken zur Stuhlausscheidung oder die Wurzel gegessen zur Anregung der Harnaustreibung.
6. Oft gegessen gegen „luxuria“ [Geilheit, Schwelgerei …]
7. Der Saft oder die heißgemachte Pflanze als Auflage bei „verruckten glidern“ [Verrenkungen].
8. Die zerstoßene Pflanze mit dem Saft als Auflage bei Knochenbrüchen.
9. Die zerstoßene Wurzel als Auflage bei Trümmerbrüchen („zeucht dy zebrochen pain herauss“).
10. Zusammen mit lactuca gegessen wirksam gegen viele Erkrankungen.
11. Der in Wein gesiedete Samen getrunken gegen alle „schedlich sleg ader würff“.[30][31][32]

Der im Jahre 1485 in Mainz erschienene Gart der Gesundheit bildete das Gänseblümchen (beschriftet als Premula veris – maßlieben) naturgetreu ab. Im Kleinen Destillierbuch des Hieronymus Brunschwig wurde die Wirkung des Gänseblümchens hier „Zytlosen crut und maßlieblin“ genannt als Consolida minor beschrieben, also als wundheilend. Auch die Väter der Botanik (Otto Brunfels, Hieronymus Bock und Leonhard Fuchs) reihten das Gänseblümchen ebenfalls in die Rubrik «Consolida minor» ein. Bock zog noch, ebenso wie Brunschwig, den Wald-Sanikel in diese Kategorie.
In seinem im Jahre 1539 erschienenen, nicht illustrierten Kräuterbuch beschrieb Hieronymus Bock das Gänseblümchen so eindrücklich, dass eine Abbildung fast überflüssig wäre:
„Die Maßlieben auff den awen vnd feüchten graß gärten / die jnwendig auch geele augen haben wie Chamillen / vnnd darumb mit kleynen weiſſen oder mit rotleibfarben bletlin geziert vnd bekleydet. Diſe blümlin find man ſchier durchs gantz jar / aber gegen dem früling am meyſten. Sind ſtöcklin mit waſichten filtzichten oder zaſichten weiſſen wurtzeln / wie die Wegerich wurtzeln. Das kraut ſchweitzer grün lynd vnnd weych. Jn der erſten ehe es anfacht zů blüen / iſt es auff der erden geſpreyt / anzůſehen wie eyn ſchöner ſtern. Das kraut aber eyn wenig breytter dann dz gemeyn Meüß örlin. Stost zům erſten grüne knöpflin als flachs bollen / die ſteigen auff dünnen runden ſtengelin über sich ſpannen hoch oder weniger / vnd thůn ſich auff zů blůmen / welche ſo ſie zeittig ſind / felt das geel darin (welchs der samen iſt) auß / vnd pflantzt ſich ſelbs / wie die acker Chamillen.“

## Historische Abbildungen

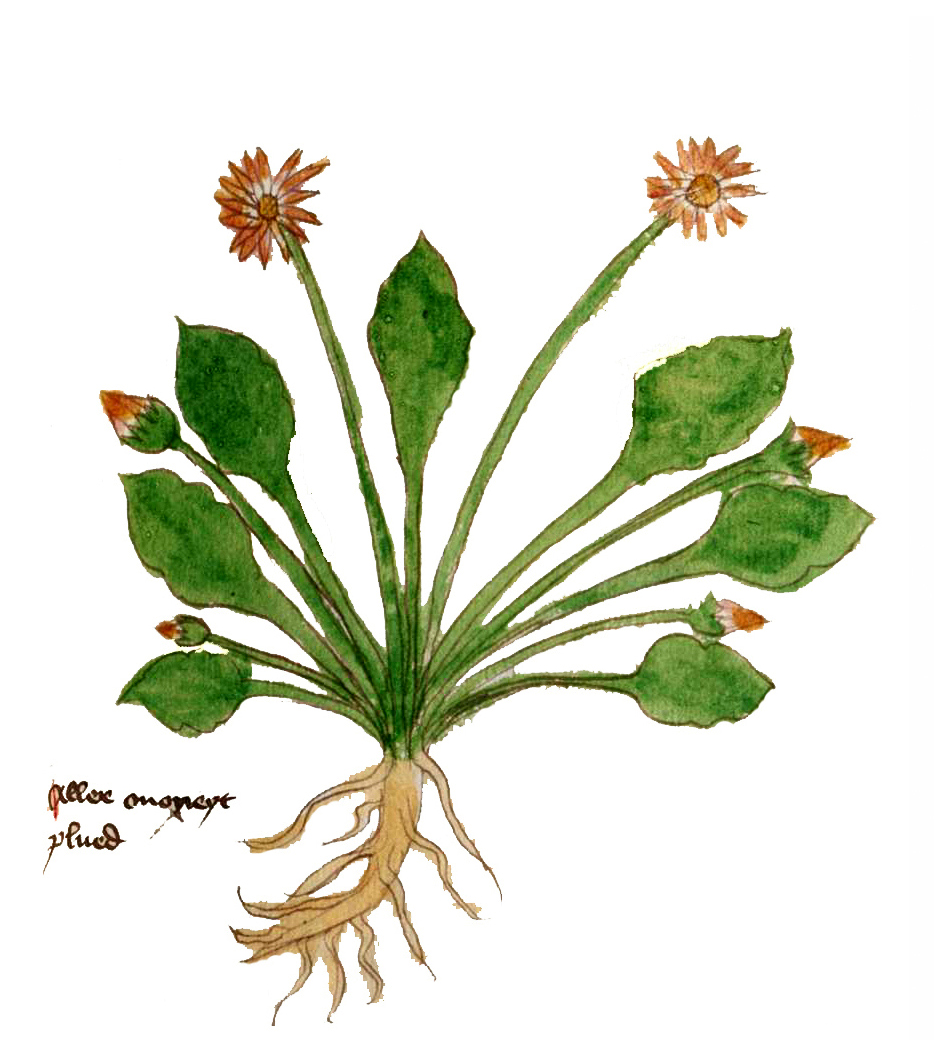
Vitus Auslasser 1479
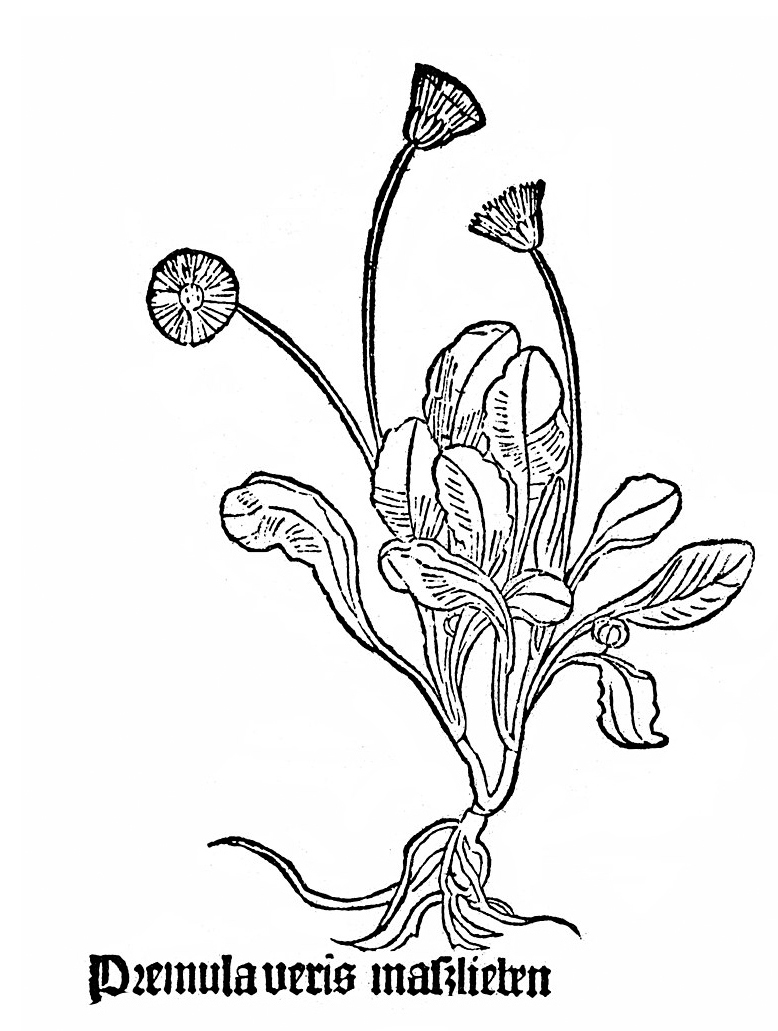
Gart der Gesundheit Illustration von Erhard Reuwich[41] 1485
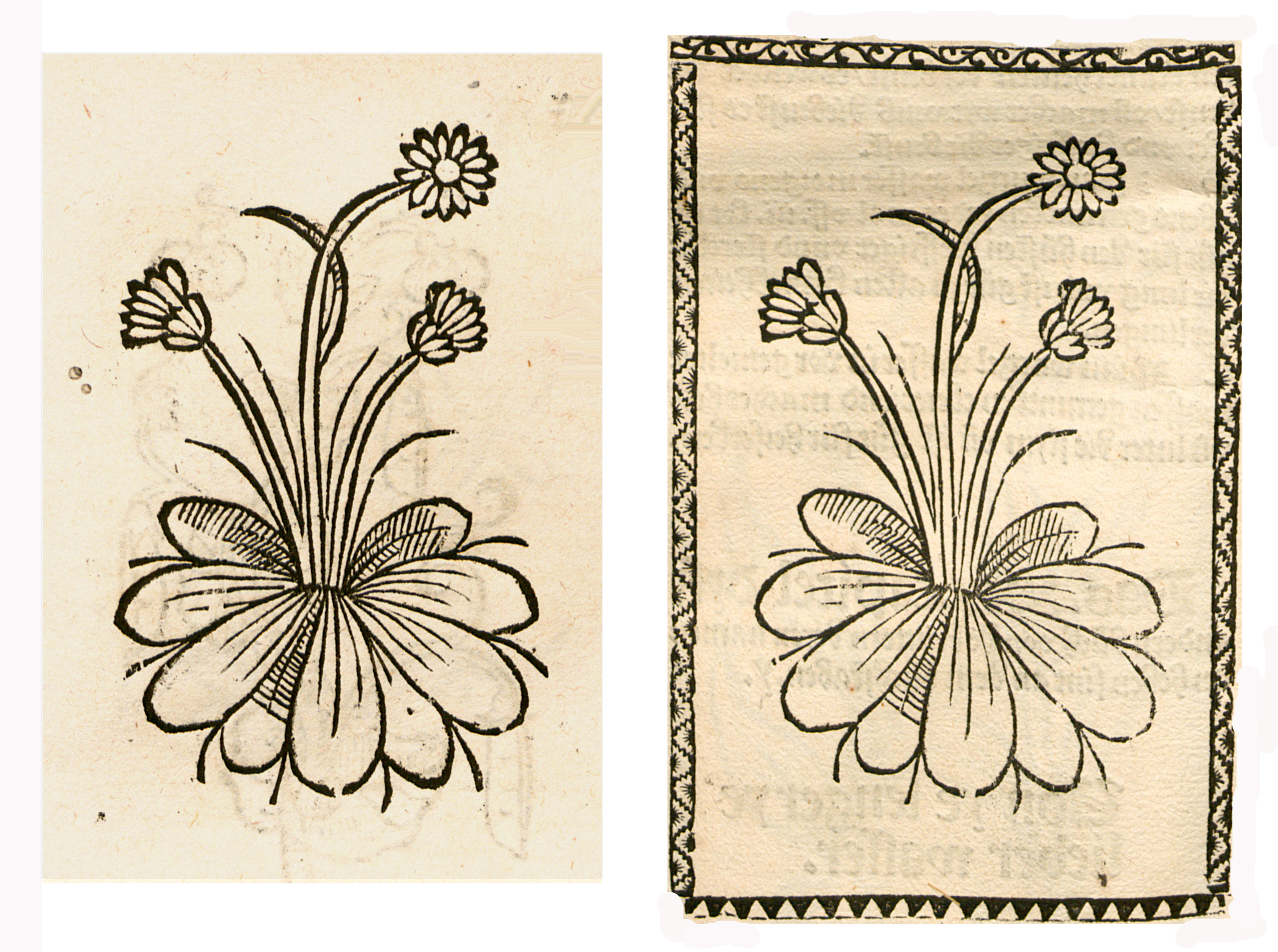
Links: Hortus sanitatis, Ausg. Straßburg 1497. Rechts: Hieronymus Brunschwig Kleines Destillierbuch 1500
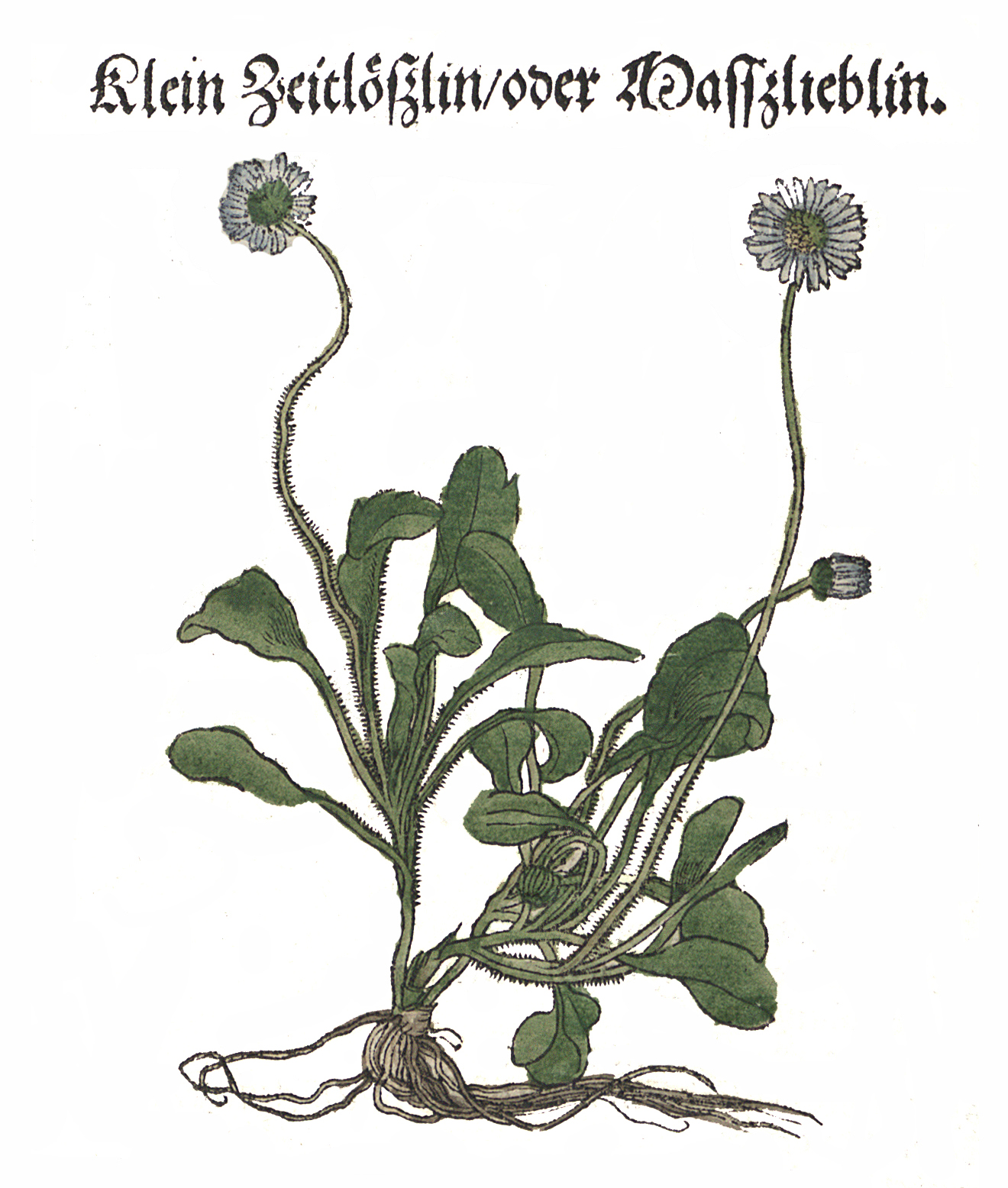
Otto Brunfels 1532
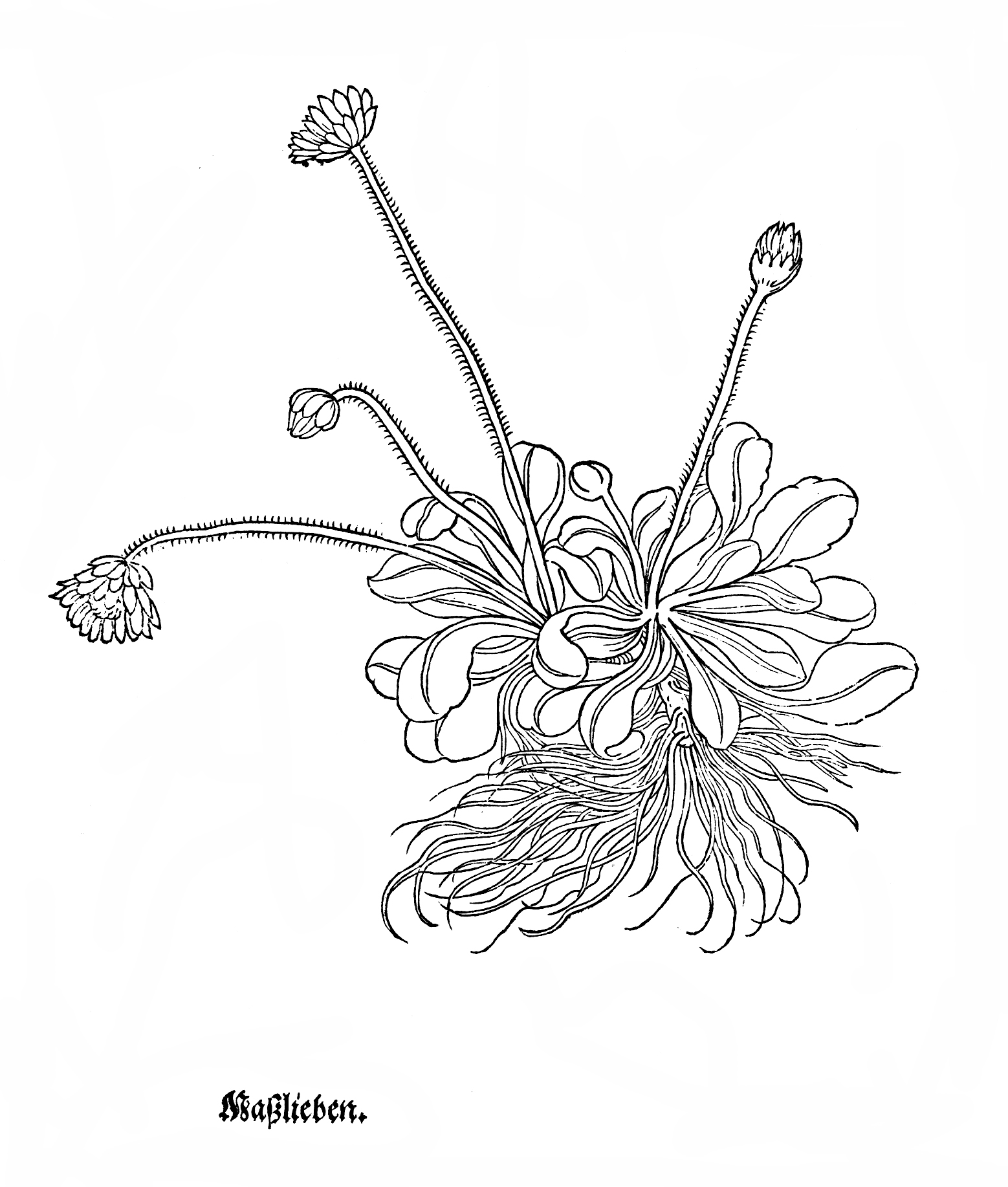
Leonhart Fuchs 1543
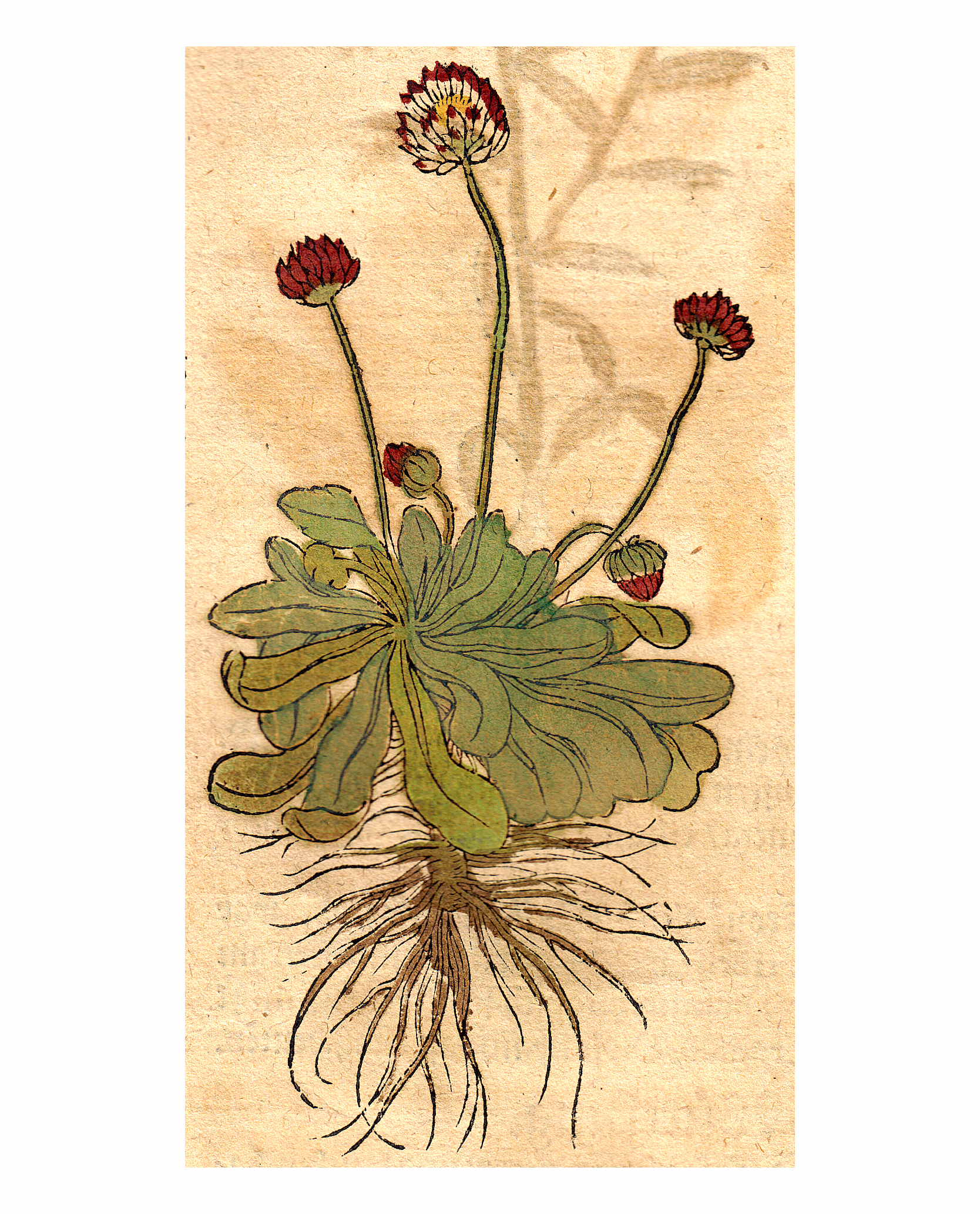
Hieronymus Bock 1546